# Mittweida
Mittweida ist eine Stadt im Landkreis Mittelsachsen im Bundesland Sachsen. Sie ist Sitz der Verwaltungsgemeinschaft Mittweida. Seit 2015 trägt Mittweida als Sitz der Hochschule Mittweida mit rund 6000 Studenten den Zusatztitel Hochschulstadt.

## Geographie

### Geographie und Geologie

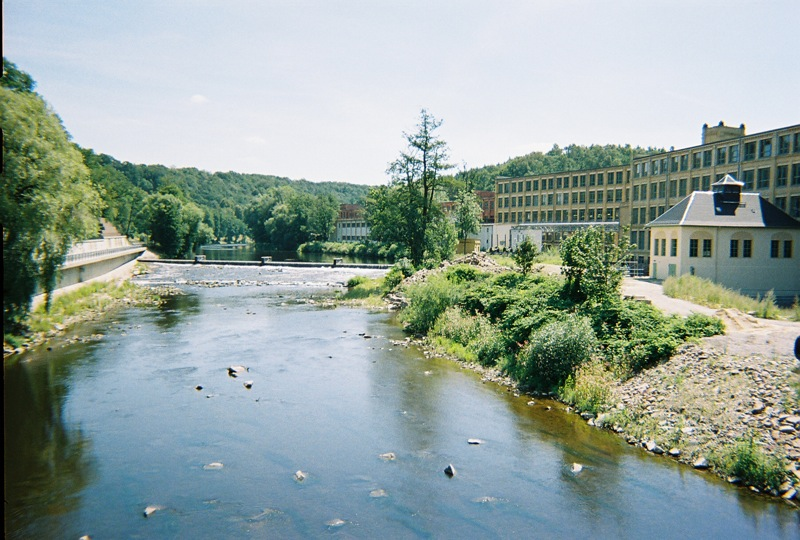
Zschopau bei Mittweida

Die Stadt Mittweida liegt größtenteils westlich des Zschopautals im Mittelsächsischen Hügelland. Die Altstadt entstand am Unterlauf des Altmittweidaer Baches (Gottesaubach) unweit der Mündung in die Zschopau. Die meisten Ortsteile liegen beiderseits des Flusses im oder nahe dem Zschopautal. Prägend ist insbesondere die Lage an der Talsperre Kriebstein im Norden der Stadt. Einzig die Ortsteile Frankenau und Thalheim liegen an Frankenauer Bach und Erlbach, die zur Zwickauer Mulde hin entwässern.
In Hinsicht auf die geologischen Verhältnisse Sachsens befindet sich Mittweida im Zentrum des sächsischen Granulitgebirges. Die Umgebung der Stadt ist von dem im Granulit eingelagerten und hier weitgehend texturlosen rötlichen Granit des Typs Mittweida geprägt. Aufschlüsse befinden sich beispielsweise im Zschopautal. Im Bereich des Hochschulcampus an der Leisniger Straße finden sich als geologisches Naturdenkmal die „Teufelssteine“, übermannsgroße Cordieritgneisblöcke.

### Nachbargemeinden
Angrenzende Gemeinden sind Kriebstein, Rossau, Lichtenau, Altmittweida, Königshain-Wiederau, Seelitz und Erlau, alle im Landkreis Mittelsachsen gelegen.

### Stadtgliederung

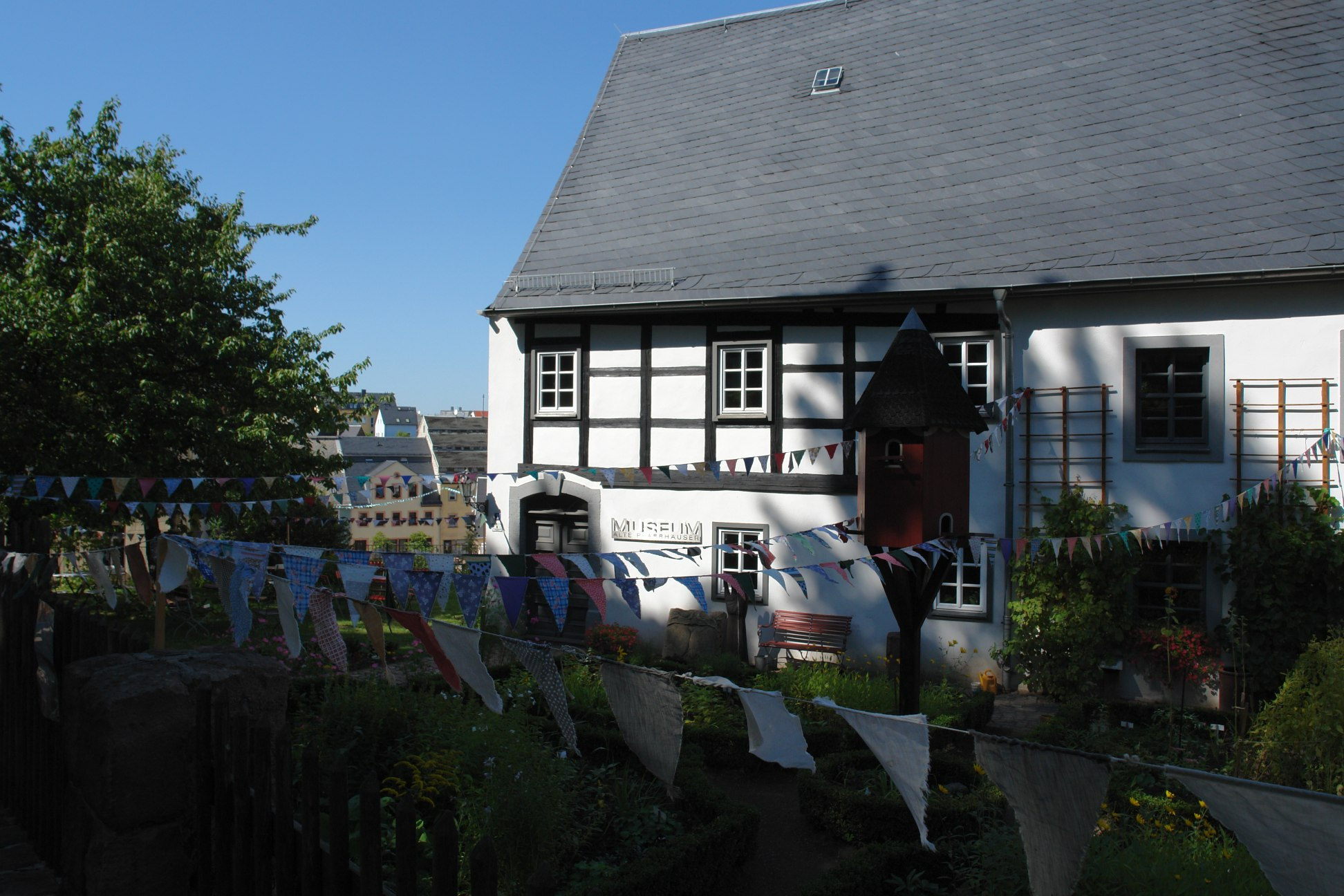
Heimatmuseum „Alte Pfarrhäuser“

| - Falkenhain - Frankenau - Kockisch - Lauenhain | - Neudörfchen - Ringethal - Rößgen - Tanneberg | - Thalheim - Weißthal - Zschöppichen |

## Geschichte

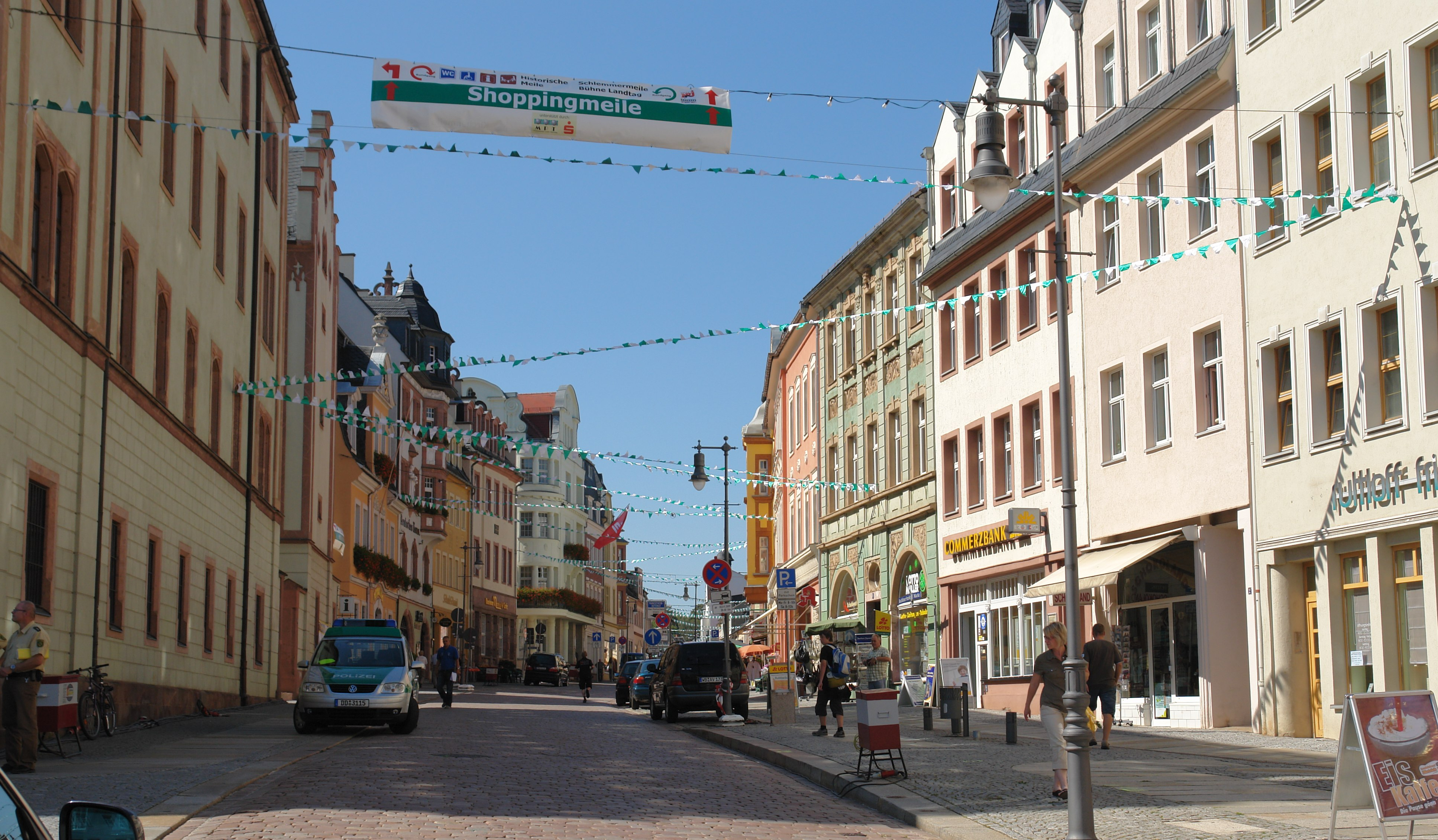
Rochlitzer Straße im Vorfeld des Tages der Sachsen 2009

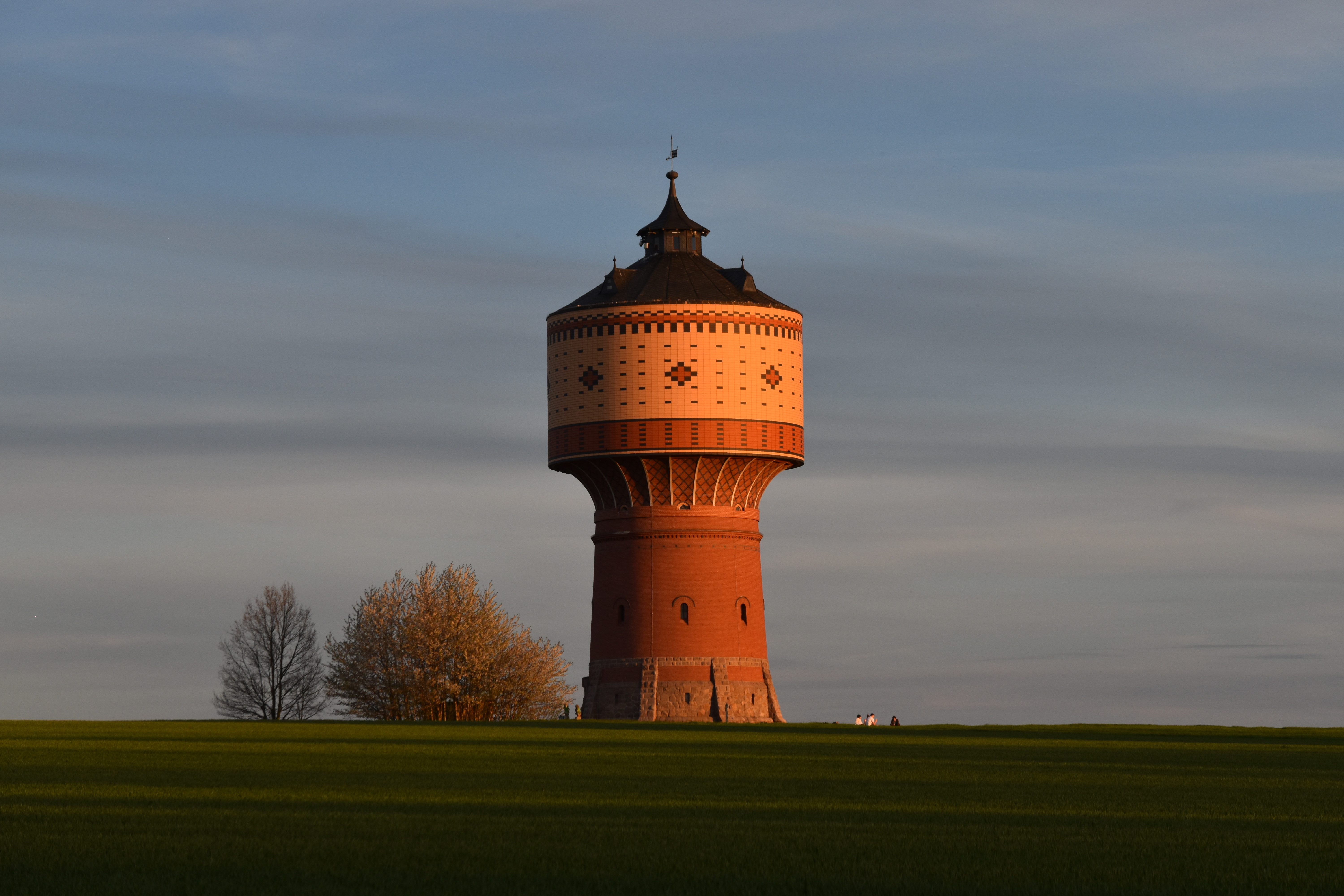
Wasserturm, Altmittweida

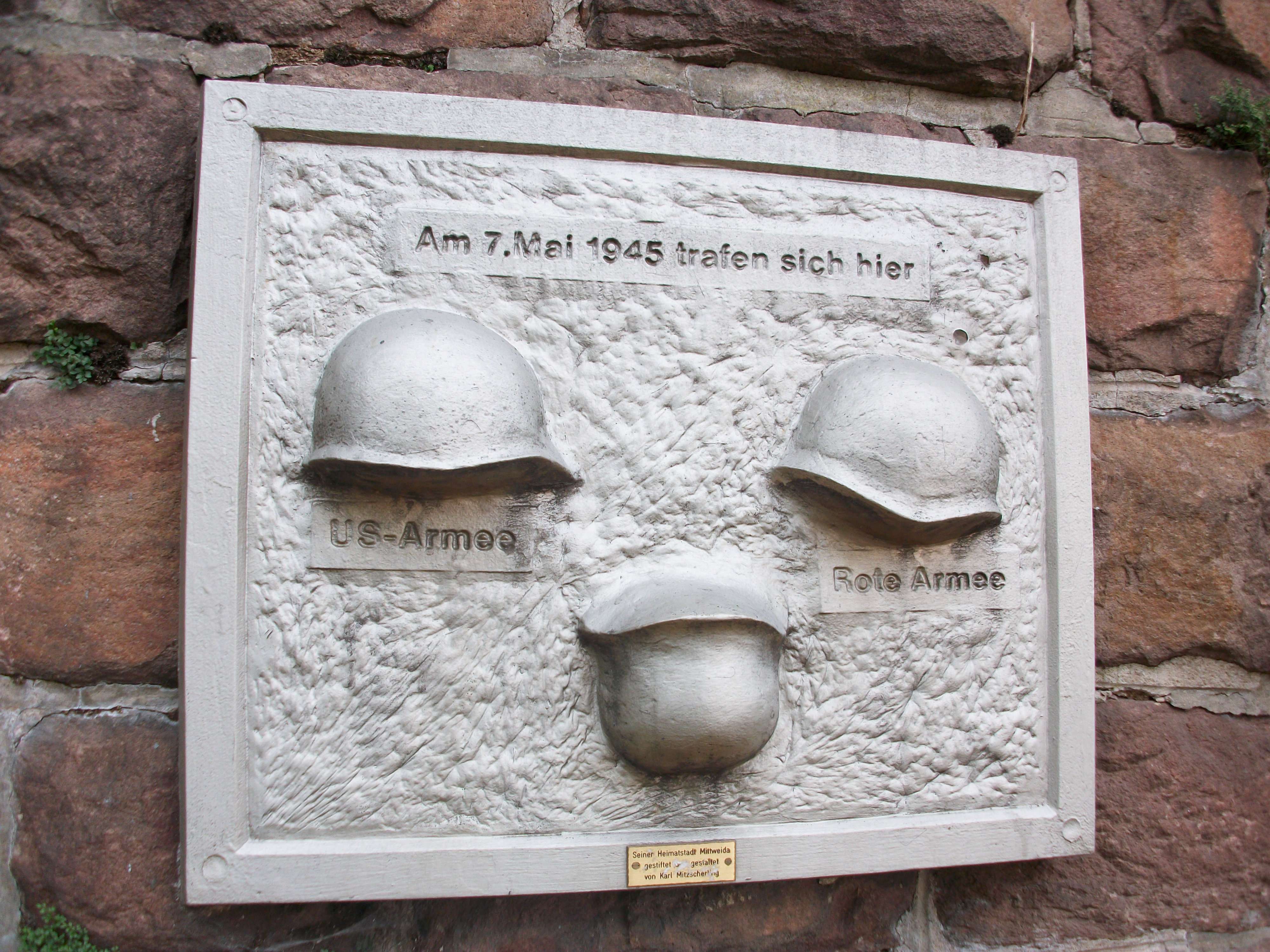
Eisenbahnüberführung Mittweida, Hainichener Straße, Infotafel am Widerlager

Der Ursprung von Mittweida liegt in dem langgestreckten, nach 1160 gegründeten Waldhufendorf am Altmittweidaer Bach, welches damals die Fluren des späteren Altmittweida und Mittweida umfasste. Der Name bezeichnet eine Siedlung mitten in einer (Wald-)Weide. Mittweida wurde erstmals 1209 erwähnt und 1286 als oppidum (Stadt) bezeichnet. 1306 wurde Mittweida vom römisch-deutschen König Albrecht I. aus dem Geschlecht der Habsburger im Kampf um die Markgrafschaft Meißen mit dem Haus Wettin belagert und zerstört, aber alsbald wieder aufgebaut. Im Jahr 1350 wird das nun selbstständige Dorf Altmittweida südlich von Mittweida als antiqua Miteweide erwähnt. Im Mittelalter war die Stadt von einer Stadtmauer mit vier Stadttoren umgeben. Neben der Kirche befand sich ein Adelssitz, der sich am Standort des heutigen Museums „Alte Pfarrhäuser“ befand. Dieser war im 14. Jahrhundert im Besitz derer von Haugwitz. Nach 1360 bildete sich eine Ratsverfassung heraus. Das bedeutet, dass die Stadt von einem Ratskollegium mit einem Bürgermeister an der Spitze regiert wurde. Im Jahr 1398 erwarb Mittweida die niedere Gerichtsbarkeit (Erbgerichte). Der Erwerb der oberen Gerichtsbarkeit erfolgte im Jahr 1423.
Um 1550 zählte Mittweida im Amt Rochlitz zu den mittelgroßen Städten Sachsens. Bereits im Mittelalter waren Tuchmacherei und Leinenweberei die wichtigsten Erwerbsquellen. Durch die Gründung einer Spinnerei im Jahre 1816 begann der Aufstieg Mittweidas zu einer der bedeutendsten Textilindustriestädte in Sachsen. Mit der Eröffnung des Bahnhofs Mittweida an der Bahnstrecke Riesa–Chemnitz erfolgte am 1. September 1852 die Anbindung ans Schienennetz. Zwischen 1906 und 1997 zweigte von diesem die Industriebahn Mittweida–Dreiwerden/Ringethal ab.
Bezüglich der politischen Verwaltung gehörte Mittweida bis 1835 zum kursächsischen bzw. königlich-sächsischen Amt Rochlitz im Leipziger Kreis. Ab 1836 unterstand Mittweida mit den umliegenden Orten dem Amt Frankenberg-Sachsenburg der Kreisdirektion Zwickau. Im Jahr 1856 unterstand Mittweida wieder der Amtshauptmannschaft Rochlitz innerhalb der Kreisdirektion Leipzig und wurde Sitz des Gerichtsamts Mittweida, dessen Bezirk im Jahr 1875 der Amtshauptmannschaft Rochlitz zugeteilt wurde. Im Jahr 1825 erfolgte die Einweihung des Schützenhauses und 1837 die Einweihung der ersten Bürgerschule (heutige Pestalozzischule). 1851 wurde im Rathaus eine städtische Sparkasse eingerichtet. 1858 wurde das Theaterhaus eröffnet, welches 1912 in ein Lichtspielhaus, die heutige Filmbühne, umgebaut wurde. 1863 gründete sich die Freiwillige Feuerwehr und das Krankenhaus Mittweida wurde 1865 eröffnet. 1870 wurde die Realschule (heute Neustadt 11) eingeweiht. Am 7. Mai 1867 erfolgte die Gründung der privaten Bildungseinrichtung als Technikum Mittweida, aus der die heutige Hochschule Mittweida hervorging. Die Schwanenteichanlagen wurden 1876–77 angelegt. 1896–97 wurde die Wasserversorgung in Mittweida mit dem Wasserwerk an der Lehmgrube und dem heute noch genutzten Wasserturm errichtet. 1906 erfolgte die Inbetriebnahme des neuen Wasserwerkes am Dreiwerdener Weg. Die 1895 gegründete und 1902 in Mittweidaer Metallwarenfabrik umbenannte Firma entwickelte sich bis zum Ende des Zweiten Weltkrieges in Deutschland zum führenden Hersteller von Medaillen, Orden und Ehrenzeichen. Nach dem Krieg ging die Firma in dem volkseigenen Betrieb VEB Wälzlagerkäfigwerk Mittweida auf. 1900 wurde die neue Bürgerschule (heutige Fichte-Oberschule) eröffnet. Mit der Eröffnung der Linie Mittweida-Burgstädt-Limbach entstand 1906 die erste Buslinie in Sachsen. Am Schwanenteich wurde 1908 die neue Realschule (heutiges Gymnasium) eingeweiht. 1909 nimmt das städtische Elektrizitätswerk an der Zschopau mit einer Dampfmaschine seinen Betrieb auf, welches 1922/23 um die Wasserkraftnutzung und 1928 um ein Pumpspeicherbecken erweitert wird. Nach Inkrafttreten einer neuen Gemeindeordnung für den Freistaat Sachsen von 1923 tritt Mittweida aus dem Bezirksverband Rochlitz aus und wird ab 1. April 1924 kreisfreie Stadt, eine der kleinsten in Deutschland. 1927 wird das neue Handelsschulgebäude und 1928 das Finanzamt fertiggestellt. Aufgrund der wachsenden Erwerbslosigkeit wird 1927 ein Arbeitsamt eingerichtet. In den Jahren 1929/1930 erfolgte der Bau der Talsperre Kriebstein nördlich der Stadt. Bereits in der zweiten Hälfte des 19. Jahrhunderts setzte ein Tourismus im Tal der Zschopau mit der Erschließung der „Mittweidaer Schweiz“ ein. Das Stadtbad an der Zschopau wird 1932 eröffnet. 1934 entsteht der Flugplatz Mittweida an der Diebstraße.
Nach der Machtübernahme der NSDAP 1933 und der Reichstagsbrandverordnung beginnt auch in Mittweida die Verfolgung Andersdenkender. Am 3. März 1933 werden elf Bürger in Schutzhaft genommen und zum Teil anschließend in das KZ Sachsenburg und KZ Colditz verbracht. Alle 24 1932/33 in Mittweida lebenden Juden werden aus der Stadt vertrieben oder deportiert. Nach dem 17. Mai 1933 gehören dem Stadtrat Mittweida nur noch Nationalsozialisten an. Der Neubau der Auenblicksiedlung begann im Jahr 1938. Während des Zweiten Weltkrieges wurden in mehreren Betrieben der Stadt ausländische Arbeiter beschäftigt und in verschiedenen Lagern untergebracht. Weiterhin verrichteten etwa 500 weibliche KZ-Häftlinge eines Außenlagers des KZ Flossenbürg vom 9. Oktober 1944 bis 13. April 1945 Zwangsarbeit in einem Betrieb der Berliner C. Lorenz AG und wurden unter den Häftlingsnummern 55240 bis 55739 registriert. Mindestens zwei von ihnen, Maria Lanella und Wlaska Fedasiuk, starben unter den unmenschlichen Lagerbedingungen. Am 15. April 1945 besetzten US-amerikanische Truppen die Stadt Mittweida zogen sich aber am 25. April 1945 wieder nach Rochlitz zurück. Am 7. Mai 1945 trafen sich in Mittweida die alliierten Streitkräfte der US-Army und der Roten Armee, woran eine Tafel am nördlichen Widerlager der einstigen Eisenbahnüberführung Hainichener Straße erinnert. Die eigentliche Besetzung Mittweidas durch die Rote Armee erfolgte am 14. Mai 1945. Mittweida blieb im Zweiten Weltkrieg von größeren Schäden verschont. Am 5. März 1945 fielen einige Bomben im Bereich Chemnitzer Straße/Dreiwerdener Weg. Dabei wurden vier Menschen getötet.
Mittweida gehörte nach der Besetzung 1945 bis zur Gründung der DDR 1949 zum Land Sachsen in der Sowjetischen Besatzungszone (SBZ). 1947 erfolgte die Eingliederung der Stadt Mittweida in den Landkreis Rochlitz und die Stadt verlor damit ihre Kreisfreiheit. Durch die zweite Kreisreform in der DDR im Jahr 1952 wurde Mittweida dem Kreis Hainichen im Bezirk Chemnitz (1953 in Bezirk Karl-Marx-Stadt umbenannt) zugeteilt, der 1990 als sächsischer Landkreis Hainichen fortgeführt wurde. 1952 erfolgte die Übergabe der ersten Neubauwohnungen auf der Goethestraße. Das ehemalige Gewerkschaftshaus „Rosengarten“ wurde im Juni 1953 als Pionierhaus übergeben. 1953 kauft die Sozialistischen Einheitspartei Deutschlands (SED) das ehemalige Gelände des 1913 eröffneten Erziehungsheimes an der Chemnitzer Straße und nutzt die Gebäude als Bezirksparteischule für den Bezirk Karl-Marx-Stadt. Heute werden Teile der Anlagen durch das Landratsamt Mittelsachsen genutzt. Das Krankenhaus Mittweida wird 1957 Kreiskrankenhaus, heute die Landkreis Mittweida Krankenhaus gGmbH. 1959 wurde der Abbau von Braunkohle an der Torfgrube, welcher mit größeren Unterbrechungen ab 1840 erfolgte, endgültig eingestellt. Das Neubaugebiet im Bereich Lauenhainer Straße/Lutherstraße wurde ab 1963 erschlossen und mit großen Wohnblöcken bebaut. Die endgültige Fertigstellung des neuen Stadtgebietes erfolgte 1982. 1977 erfolgte die Einweihung der neuen Polytechnischen Oberschule, heute die Bernhard-Schmidt-Schule. 1978 wurde das neue Freibad an der Leipziger Straße eröffnet. 1982 ging der neue Busbahnhof an der Zimmerstraße in Betrieb. Die ersten freien Kommunalwahlen nach dem politischen Umbruch in der DDR fanden am 6. Mai 1990 statt.
Mit der Wiedervereinigung Deutschlands und der Wiedergründung der Länder im Gebiet der ehemaligen DDR zum 3. Oktober 1990 gehört Mittweida zum Freistaat Sachsen. Durch die Vereinigung der Landkreise Hainichen und Rochlitz entstand im Jahr 1994 der Landkreis Mittweida, wodurch Mittweida bis zu dessen Eingliederung in den Landkreis Mittelsachsen im Jahr 2008 Kreisstadt war. Mit dem Verlust des Kreissitzes wurde Mittweida im Jahr 2008 der Titel Große Kreisstadt verliehen. Das Verbot der in Mittweida tätigen rechtsextremen freien Kameradschaft Sturm 34 und der Prozess gegen einige ihrer Mitglieder sorgten 2007 und 2008 für ein überregionales Medienecho. Die Gruppe war 2006 in Mittweida gegründet worden und hatte in der Region mehrere brutale Überfälle verübt. Im Jahr 2009 richtete Mittweida Sachsens größtes Volksfest, den 18. Tag der Sachsen, aus. Den Titel Hochschulstadt erhielt Mittweida im September 2015 verliehen. Mittweida ist Teil der Kulturregion zur Kulturhauptstadt Europa 2025. Im Juni 2023 wurde der Neubau der Stadtbibliothek am Technikumplatz eröffnet. Ende September 2024 fand das 25. Sächsische Landeserntedankfest in Mittweida statt.

### Gedenkstätten
- Friedensbrunnen auf dem Marktplatz zur Erinnerung an den Ersten Weltkrieg
- Mahnmal in den Parkanlagen „Schwanenteich“ für die Opfer von Krieg und Gewaltherrschaft
- Gedenkstein an der Feldstraße zum Gedenken an das Außenlager des KZ Flossenbürg
- Im Stadtgebiet sind insgesamt 26 Stolpersteine zur Erinnerung an die Opfer des Nationalsozialismus verlegt.
- Bürgermeister Voigt-Denkmal

### Eingemeindungen und Verwaltungsgeschichte
| Ehemalige Gemeinde   | Datum             | Anmerkung                                                         |
| -------------------- | ----------------- | ----------------------------------------------------------------- |
| Falkenhain           | 01. Januar 1952   | Eingemeindung nach Ringethal                                      |
| Frankenau            | 01. Januar 1996   |                                                                   |
| Kockisch             | 01. August 1923   | 1875 gegründete Werksiedlung Weißthal gehörte seitdem zu Kockisch |
| Lauenhain            | 01. Januar 1994   | Zusammenschluss mit Tanneberg zu Lauenhain-Tanneberg              |
| Lauenhain-Tanneberg  | 01. Januar 1999   |                                                                   |
| Neudörfchen          | 01. August 1911   |                                                                   |
| Neusorge, Gutsbezirk | 01. Oktober 1936  | Eingemeindung nach Zschöppichen                                   |
| Niederthalheim       | 01. Oktober 1926  | Zusammenschluss mit Oberthalheim zu Thalheim                      |
| Oberthalheim         | 01. Oktober 1926  | Zusammenschluss mit Niederthalheim zu Thalheim                    |
| Ringethal            | 01. Januar 1994   |                                                                   |
| Rößgen               | 01. November 1900 |                                                                   |
| Tanneberg            | 01. Januar 1994   | Zusammenschluss mit Lauenhain zu Lauenhain-Tanneberg              |
| Thalheim             | 01. Januar 1974   | Eingemeindung nach Frankenau                                      |
| Zschöppichen         | 01. Juli 1973     |                                                                   |

Die heutigen Ortsteile der Stadt Mittweida gehörten über lange Zeit verschiedenen Herrschaften an. In der folgenden Tabelle wird diese Ämterzugehörigkeit dargestellt.
| Ort                                     | Zugehörigkeit vor 1590                                | Zugehörigkeit zwischen 1590 und 1830                  | Zugehörigkeit von 1830 bis 1856 |
| --------------------------------------- | ----------------------------------------------------- | ----------------------------------------------------- | ------------------------------- |
| Tanneberg                               | Amt Rochlitz                                          | Amt Rochlitz                                          | Amt Rochlitz                    |
| Stadt Mittweida                         | Amt Rochlitz                                          | Amt Rochlitz                                          | Amt Frankenberg-Sachsenburg     |
| Neudörfchen                             | Kreisamt Freiberg                                     | Amt Rochlitz (ab 1606)                                | Amt Frankenberg-Sachsenburg     |
| Zschöppichen mit dem Rittergut Neusorge | Rittergut Neusorge (zum Amt Rochlitz)                 | Rittergut Neusorge (ab 1610 zum Amt Augustusburg)     | Amt Frankenberg-Sachsenburg     |
| Frankenau, Ober-Thalheim                | Rittergut Neusorge (zum Amt Rochlitz)                 | Rittergut Neusorge (ab 1610 zum Amt Augustusburg)     | Amt Frankenberg-Sachsenburg     |
| Nieder-Thalheim                         | Amt Rochlitz                                          | Amt Rochlitz                                          | Amt Rochlitz                    |
| Rößgen, Kockisch                        | Amt Rochlitz                                          | Erbamt Meißen (ab 1764)                               | Amt Frankenberg-Sachsenburg     |
| Lauenhain                               | Amt Nossen (Exklave)                                  | Amt Nossen (Exklave)                                  | Amt Frankenberg-Sachsenburg     |
| Ringethal, Falkenhain                   | Herrschaft Ringethal (zum Kreisamt Freiberg, Exklave) | Herrschaft Ringethal (zum Kreisamt Freiberg, Exklave) | Amt Frankenberg-Sachsenburg     |

Nach der Auflösung der Ämter kamen die Orte unter die Verwaltung des Gerichtsamts Mittweida. 1875 wurden die Orte der Verwaltung der Amtshauptmannschaft Rochlitz unterstellt. Ab 1952 gehörten alle heutigen Mittweidaer Ortsteile zum Kreis Hainichen, mit Ausnahme von Thalheim (1926 aus Ober- und Niederthalheim gebildet) und Frankenau, welche zum Kreis Rochlitz gehörten. 1994 wurde aus dem Kreis Hainichen und dem Kreis Rochlitz der neue Landkreis Mittweida mit der Kreisstadt Mittweida gebildet. Seit 2008 gehört die Stadt Mittweida mit ihren Ortsteilen zum neu gebildeten Landkreis Mittelsachsen.

### Einwohnerentwicklung
Entwicklung der Einwohnerzahl (ab 1960 31. Dezember , in Klammern Kernstadt ohne Eingemeindungen):
| 1834 bis 1945 - 1834: 8.173 (5.605) - 1871: 12.383 (8.845) - 1875: (9.093) - 1880: (9.218) - 1890: 15.531 (11.298) - 1910: 21.977 (17.800) - 1925: 22.366 (19.278) - 1933: (19.128) - 1939: 22.169 (18.746) | 1946 bis 1990 - 1946: 27.449 (22.794) - 1950: 25.151 (20.459) - 1960: (20.881) - 1964: 23.951 (20.314) - 1981: (19.609) - 1984: (19.180) - 1990: 19.782 (17.287) | 1991 bis 2000 - 1991: 19.145 - 1992: 18.625 - 1993: 18.384 - 1994: 17.975 - 1995: 17.839 (16.687) - 1996: 17.745 - 1997: 17.665 - 1998: 17.569 - 1999: 17.277 - 2000: 17.043 | 2001 bis 2010 - 2001: 16.890 - 2002: 16.760 - 2003: 16.692 - 2004: 16.589 - 2005: 16.423 - 2006: 16.277 - 2007: 16.152 - 2008: 15.907 - 2009: 15.726 - 2010: 15.540 | seit 2011 - 2011: 15.299 - 2012: 15.135 - 2013: 14.946 - 2014: 14.873 - 2015: 14.939 - 2016: 14.966 - 2017: 14.852 - 2018: 14.645 - 2020: 14.356 - 2021: 14.209 |

Einwohnerentwicklung von Mittweida von 1834 bis 2018 nach obenstehender Tabelle

Des Weiteren sind mehr als 6.600 Studenten an der Fachhochschule eingeschrieben, die jedoch nur zum Teil als Einwohner gemeldet sind. Mittweida gilt als die Stadt mit den meisten Studierenden pro Einwohner in Deutschland. Für 2020 werden 459 Studierende pro 1000 Einwohner ermittelt.

## Politik

### Stadtrat
Der Stadtrat von Mittweida als Hauptorgan der Stadt nach der Süddeutschen Ratsverfassung setzt sich aus 22 Stadträten, die in der letzten Kommunalwahl am 9. Juni 2024 neu gewählt wurden, und dem Bürgermeister als Vorsitzendem zusammen. Folgende Tabelle zeigt das Wahlergebnis 2024 und die Sitzverteilung nach vergangenen Wahlen.
| Partei                   | Sitze 1994 | Sitze 1999 | Sitze 2004 | Sitze 2009 | Sitze 2014 | Sitze 2019 |        | Sitze 2024 | Stimmenanteil 2024 | Stimmanteile 2024 vs. 2019 |
| CDU                      | 11         | 11         | 11         | 11         | 13         | 10         | 9      | 42,7 %     | %50403020100 42,7 % (+2,2 %p)31,0 % (+8,3 %p)12,0 % (−5,5 %p)4,3 % (−2,2 %p)4,2 % (n. k. %p)3,1 % (−3,1 %p)2,7 % (−3,8 %p) CDUAfDLinkeGrüneParteifrei für MittweidaSPDFDP20192024 |                            |
| AfD                      | –          | –          | –          | –          | –          | 5          | 6      | 31,0 %     | %50403020100 42,7 % (+2,2 %p)31,0 % (+8,3 %p)12,0 % (−5,5 %p)4,3 % (−2,2 %p)4,2 % (n. k. %p)3,1 % (−3,1 %p)2,7 % (−3,8 %p) CDUAfDLinkeGrüneParteifrei für MittweidaSPDFDP20192024 |                            |
| Linke                    | 4          | 5          | 7          | 5          | 6          | 4          | 3      | 12,0 %     | %50403020100 42,7 % (+2,2 %p)31,0 % (+8,3 %p)12,0 % (−5,5 %p)4,3 % (−2,2 %p)4,2 % (n. k. %p)3,1 % (−3,1 %p)2,7 % (−3,8 %p) CDUAfDLinkeGrüneParteifrei für MittweidaSPDFDP20192024 |                            |
| FDP                      | 2          | 2          | 2          | 3          | 1          | 1          | 1      | 2,7 %      | %50403020100 42,7 % (+2,2 %p)31,0 % (+8,3 %p)12,0 % (−5,5 %p)4,3 % (−2,2 %p)4,2 % (n. k. %p)3,1 % (−3,1 %p)2,7 % (−3,8 %p) CDUAfDLinkeGrüneParteifrei für MittweidaSPDFDP20192024 |                            |
| SPD                      | 4          | 4          | 2          | 2          | 1          | 1          | 1      | 3,1 %      | %50403020100 42,7 % (+2,2 %p)31,0 % (+8,3 %p)12,0 % (−5,5 %p)4,3 % (−2,2 %p)4,2 % (n. k. %p)3,1 % (−3,1 %p)2,7 % (−3,8 %p) CDUAfDLinkeGrüneParteifrei für MittweidaSPDFDP20192024 |                            |
| Grüne                    | 1          | 0          | 0          | 1          | 1          | 1          | 1      | 4,3 %      | %50403020100 42,7 % (+2,2 %p)31,0 % (+8,3 %p)12,0 % (−5,5 %p)4,3 % (−2,2 %p)4,2 % (n. k. %p)3,1 % (−3,1 %p)2,7 % (−3,8 %p) CDUAfDLinkeGrüneParteifrei für MittweidaSPDFDP20192024 |                            |
| Parteifrei für Mittweida | -          | -          | -          | -          | -          | -          | 1      | 4,2 %      | %50403020100 42,7 % (+2,2 %p)31,0 % (+8,3 %p)12,0 % (−5,5 %p)4,3 % (−2,2 %p)4,2 % (n. k. %p)3,1 % (−3,1 %p)2,7 % (−3,8 %p) CDUAfDLinkeGrüneParteifrei für MittweidaSPDFDP20192024 |                            |
| Wahlbeteiligung          | 71,4 %     | 56,3 %     | 42,6 %     | 52,4 %     | 48,9 %     | 60,8 %     | 65,5 % | 65,5 %     | %50403020100 42,7 % (+2,2 %p)31,0 % (+8,3 %p)12,0 % (−5,5 %p)4,3 % (−2,2 %p)4,2 % (n. k. %p)3,1 % (−3,1 %p)2,7 % (−3,8 %p) CDUAfDLinkeGrüneParteifrei für MittweidaSPDFDP20192024 |                            |

- CDU: 9
- AfD: 6
- Linke: 3
- FDP: 1
- Grüne: 1
- SPD: 1
- Parteifrei für Mittweida: 1

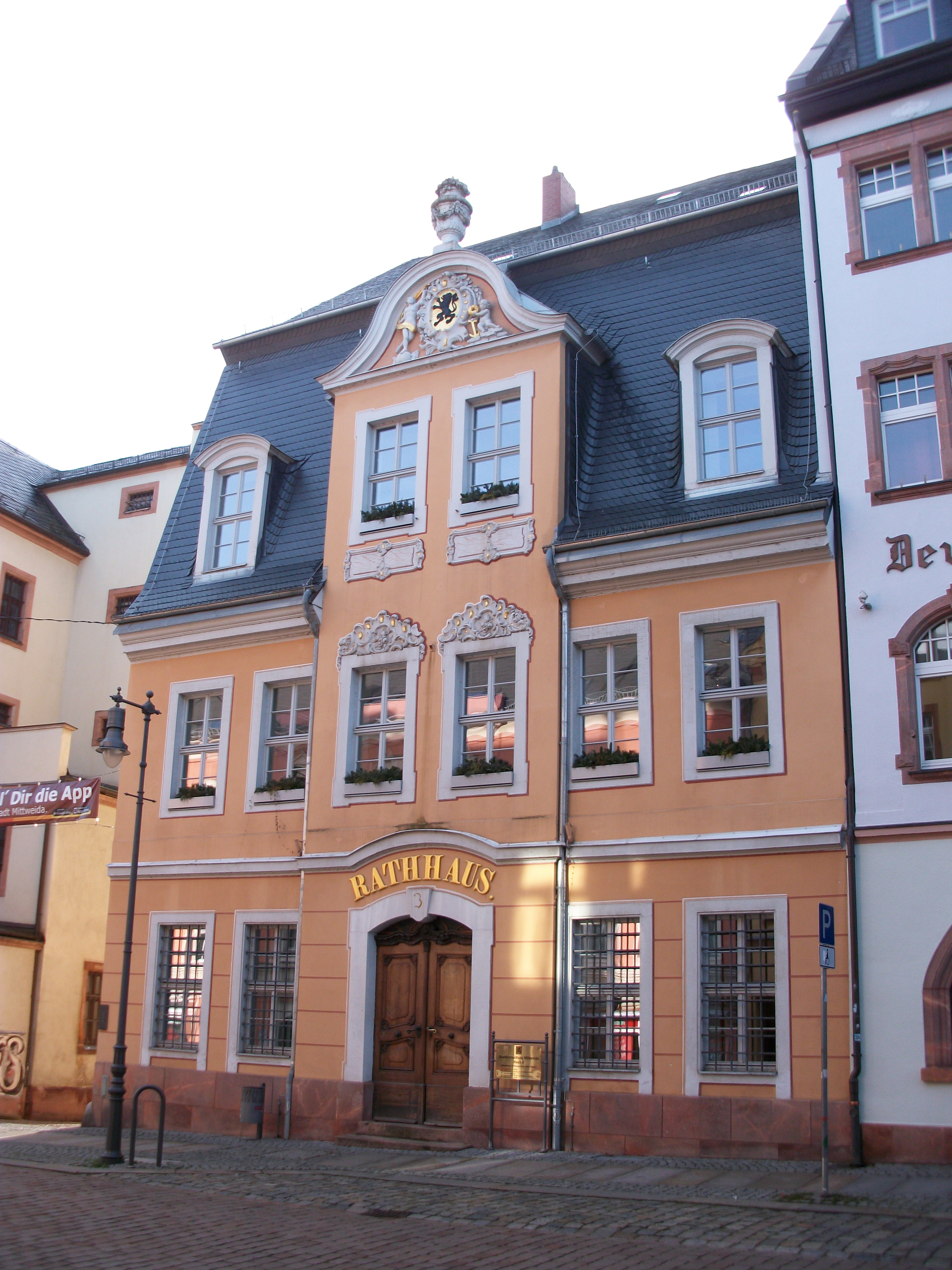
Rathaus II Mittweida

Für die Bildung einer Fraktion im Stadtrat sind mindestens zwei Mitglieder notwendig.
Übersicht über die Fraktionen im Stadtrat von 2024 bis 2029:
- CDU: 9 Mitglieder, Fraktionsvorsitzende Katrin Schütte
- AfD: 6 Mitglieder, Fraktionsvorsitzende Anke Seidel
- Die Linke: 3 Mitglieder, Fraktionsvorsitzender Torsten Bachmann

### Bürgermeister
Der direkt gewählte Bürgermeister ist Vorsitzender des Stadtrates, Leiter der Verwaltung und vertritt die Stadt nach außen. Der Bürgermeister ist hauptamtlicher Beamter auf Zeit. Seine Amtszeit beträgt sieben Jahre. Seit 2008 trägt er die Bezeichnung Oberbürgermeister. Die letzte Wahl des Oberbürgermeisters fand am 12. Juni 2022 statt. Dabei wurde Ralf Schreiber mit 96,7 % für eine zweite Amtszeit wiedergewählt.
Übersicht über die Bürgermeister seit 1833:
| - 1833–1848 Gotthelf Traugott Esaias Häntzschel - 1849–1856 Friedrich Anton Hofmann - 1856–1866 Oskar Friedrich Kunze - 1866–1875 Gustav Leopold Bernhard Stumme - 1875–1881 Albin Ernst Voigt - 1881–1885 Conrad Johannes Käubler - 1885–1892 Karl Emil Goldenberg - 1892–1899 Max Apelt - 1899–1929 Hektor Freyer - 1929–1935 Hermann Walter Voigt - 1935–1937 Gerhard Franz Vogel (NSDAP) - 1937–1945 Gerd Holzapfel (NSDAP) - 1945 Carl Marx Ariberth Huth (parteilos) | - 1945 Johannes Vogelsang (KPD) - 1945–1949 Otto Walter Ehren (KPD/SED) - 1949–1952 Rudolph Georg Kampfrath (SED) - 1952–1953 Max Erhardt Riedel (SED) - 1953–1954 Karl Walter Kost (SED) - 1954–1960 Max Julius Werner Dittrich (SED) - 1960–1972 Günter Kluge (SED) - 1972–1988 Max Gerhard Imhof (SED) - 1988–1989 Hans Günter Beulich (SED) - 1990 Helene Gerda Wunderlich (SED) - 1990–2001 Bruno Rudolf Kny (CDU) - 2001–2015 Matthias Damm (CDU) - seit 2015 Ralf Schreiber (CDU) |

| Wahl | Bürgermeister  | Vorschlag | Wahlergebnis (in %) |
| ---- | -------------- | --------- | ------------------- |
| 2022 | Ralf Schreiber | CDU       | 96,7                |
| 2015 | Ralf Schreiber | CDU       | 95,9                |
| 2008 | Matthias Damm  | CDU       | 76,8                |
| 2001 | Matthias Damm  | CDU       | 44,8                |
| 1994 | Bruno Kny      | CDU       | 50,8                |

### Beigeordnete
Der hauptamtliche Beigeordnete ist erster Stellvertreter des Bürgermeisters und vertritt den Bürgermeister in seinem Geschäftsbereich. Der Geschäftsbereich umfasst Schul-/Kultur-/Sport- und Sozialangelegenheiten, Angelegenheiten des Eigenbetriebs sowie allgemeine Verwaltungsangelegenheiten. Der Beigeordnete wird vom Stadtrat gewählt. Übersicht über die Beigeordneten seit 2002:
- 2002–2015 Ralf Schreiber
- seit 2015 Holger Müller

### Stellvertretender Bürgermeister
Neben dem Beigeordneten bestellt der Stadtrat einen Stellvertreter des Bürgermeisters. Der ehrenamtliche Stellvertreter wird nur in Fällen der Verhinderung des Bürgermeisters und der Verhinderung des Beigeordneten tätig. Übersicht über die Stellvertretenden Bürgermeister seit 1994:

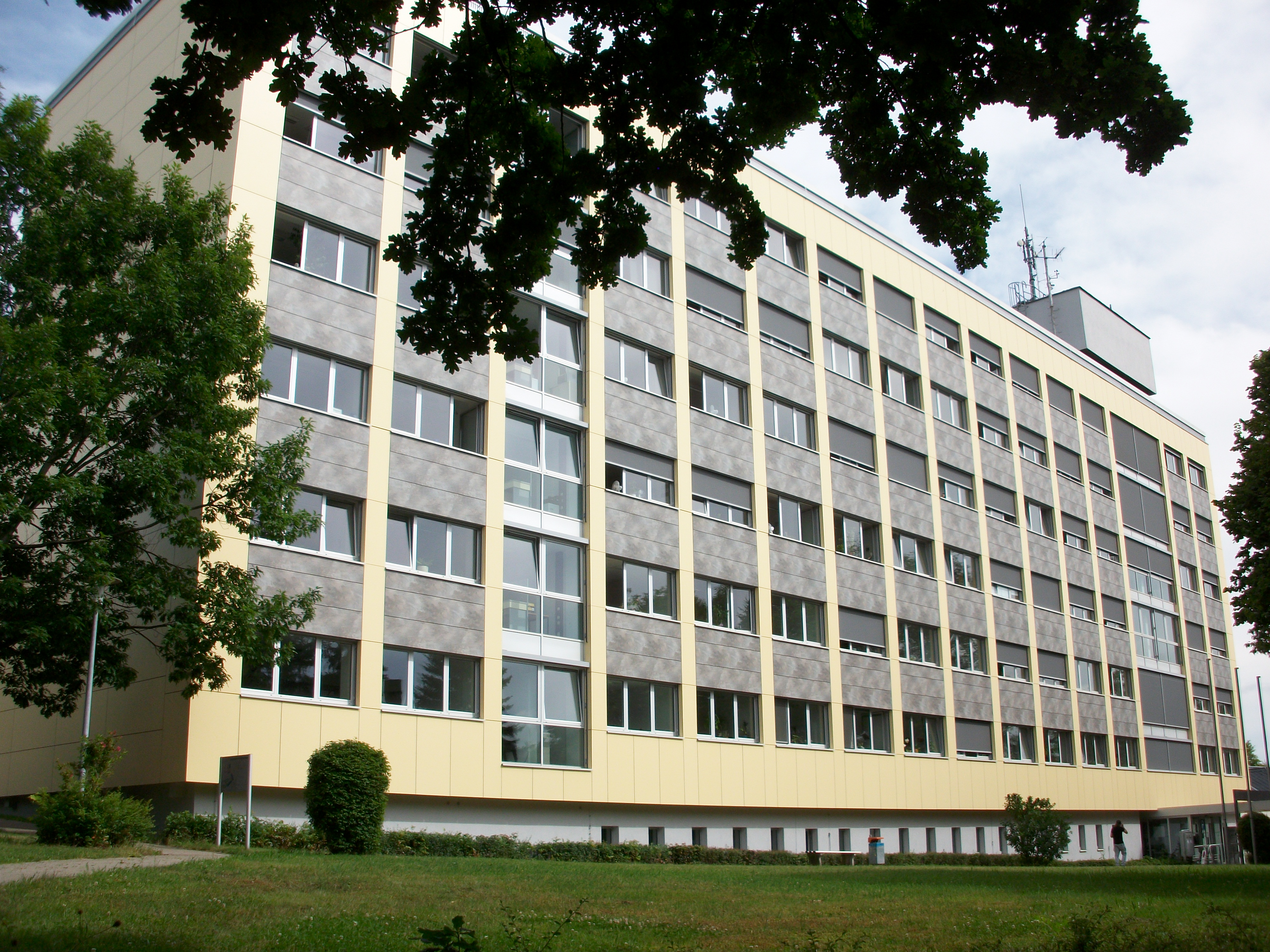
Landratsamt Mittweida, Neubau

- 1994–2001 Matthias Damm (CDU)
- 2001–2019 Jürgen Kitzing (CDU)
- seit 2019 Siegfried Schnee (CDU)

### Kreistag Mittelsachsen
Mittweida ist im Kreistag des Landkreises Mittelsachsen seit 2019 mit drei Mitgliedern aus dem Wahlkreis 6 (Mittweida, Altmittweida, Rossau) vertreten. Die Vertreter sind der Oberbürgermeister Ralf Schreiber (CDU), Christian Schwerin (Bündnis 90/Die Grünen) und Torsten Bachmann (DIE LINKE.).

### Landtag Sachsen
Mittweida ist seit 2014 ein Teil des Wahlkreises Mittelsachsen 3. Der Wahlkreisabgeordnete ist seit 2024 Thomas Schmidt (CDU).

### Wappen
Blasonierung: „In Gold ein schwarzer Löwe mit roter Zunge und Bewehrung.“ Dieser Meißner Löwe, erstmals im Jahre 1423 nachweisbar, geht auf die Markgrafen von Meißen zurück.

### Städtepartnerschaften
Mittweida pflegt Partnerschaften mit Bornheim (Nordrhein-Westfalen), Viersen (Nordrhein-Westfalen), Česká Lípa (Tschechien) und Gabrowo (Bulgarien).
Daneben bestehen freundschaftliche Kontakte zu folgenden Orten:
Thalheim-Gemeinden (T(h)alheimer Treffen), Slawutytsch (Ukraine), Weiz (Österreich), Peterborough (England), Lambersart (Frankreich), Bornem (Belgien), Bardejov (Slowakei), Molde (Norwegen), Calau (Deutschland).

## Sehenswürdigkeiten

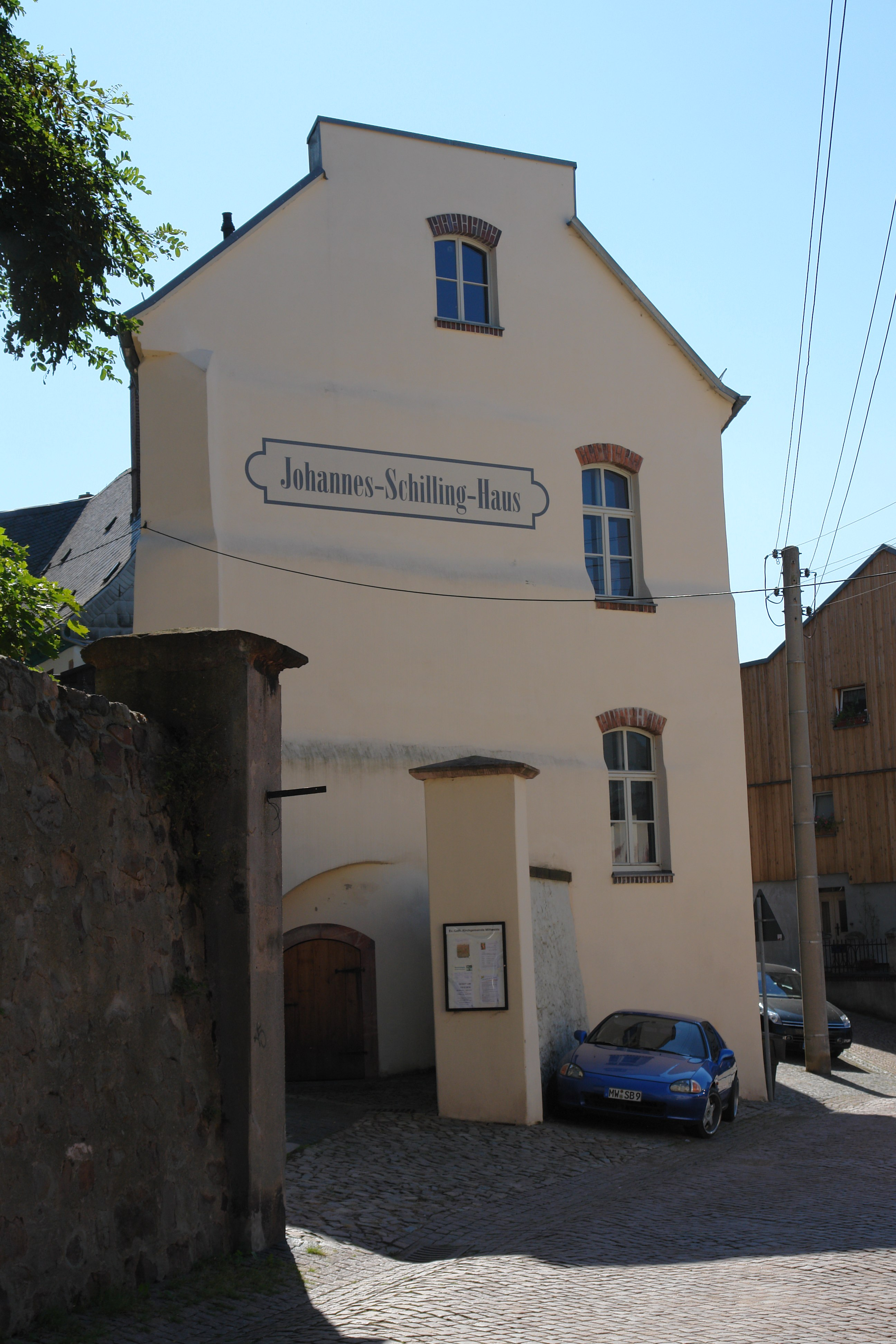
Johannes-Schilling-Haus

### Museen
Auf dem Kirchberg befindet sich das Heimatmuseum „Alte Pfarrhäuser“. Teil des Museums ist das „Johannes-Schilling-Haus“, welches Plastiken, Skizzen und Erfindungen des Bildhauers und Schöpfer des Niederwalddenkmals, Johannes Schilling zeigt. Im Heimatmuseum befindet sich weiterhin die Loest-Ausstellung, welche persönliche Gegenstände des in Mittweida geborenen Schriftstellers Erich Loest zeigt. Am 23. November 2022 wurde in der Kirchstraße 16 das Haus „Altes Erbgericht“ als neuer Ort für Sonderausstellungen und Museumspädagogik eröffnet.
Seit 1992 gibt es das Raumfahrt-Museum Mittweida von Tasillo Römisch.

### Bauwerke

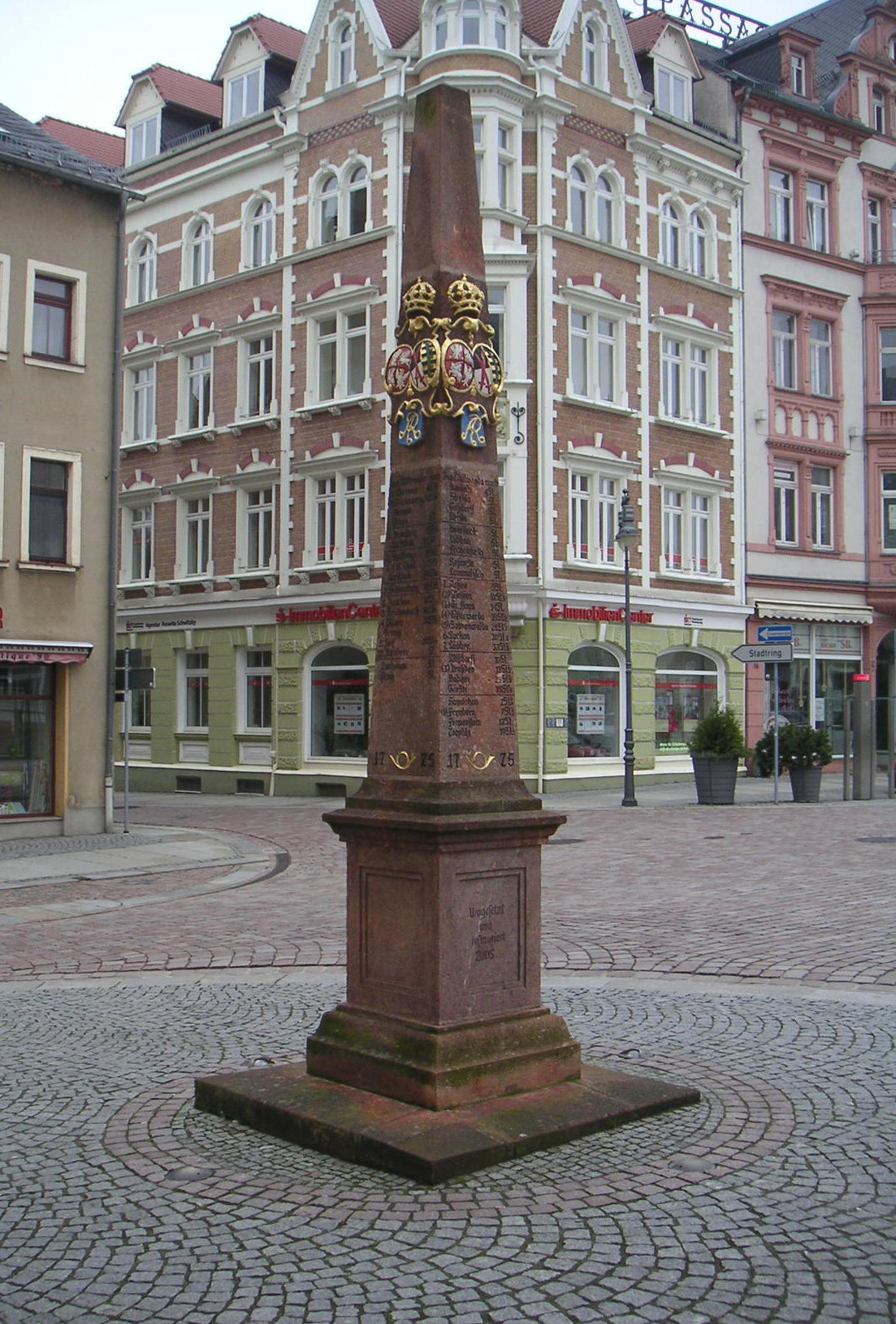
Kursächsische Postmeilensäule auf dem Marktplatz

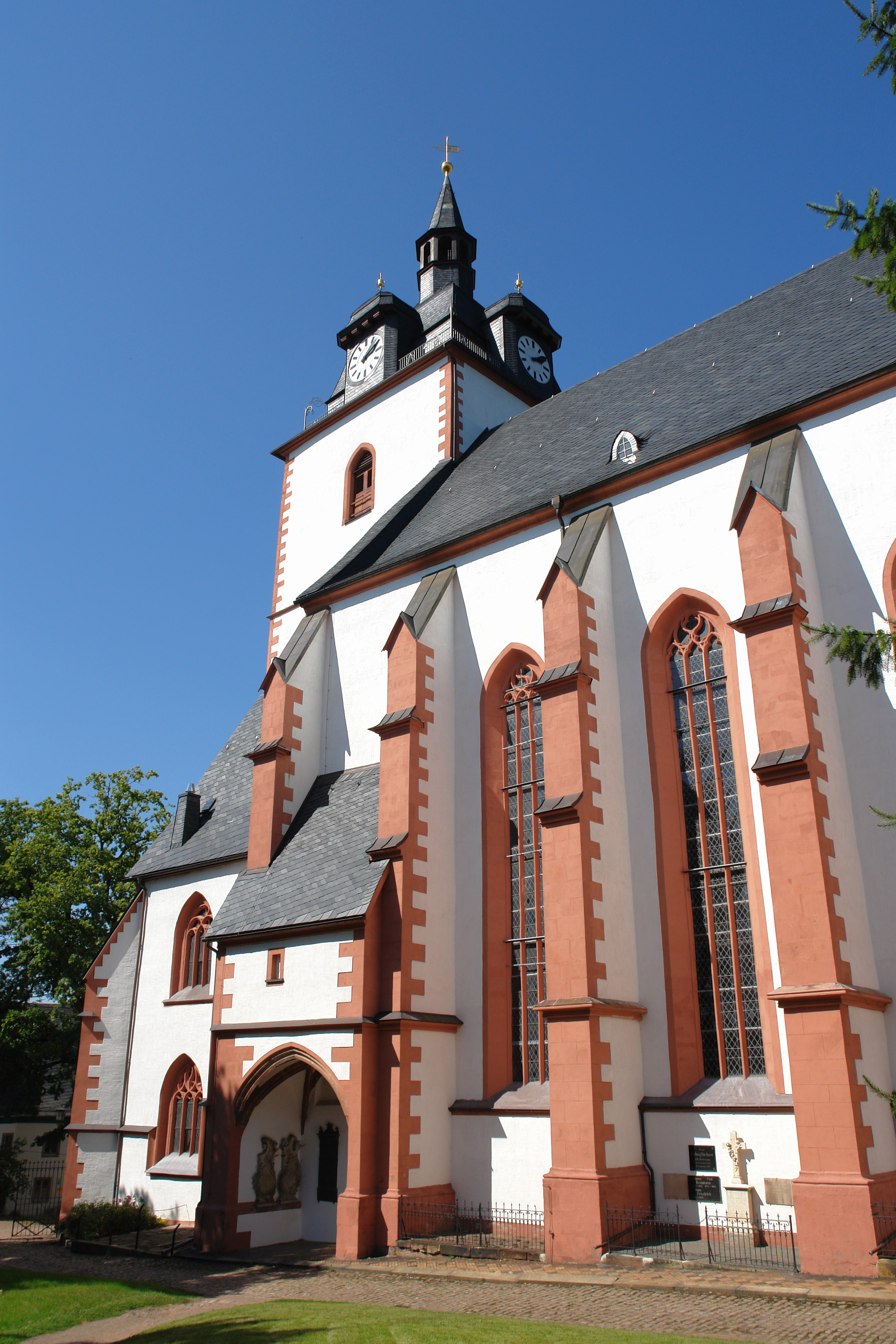
Stadtkirche

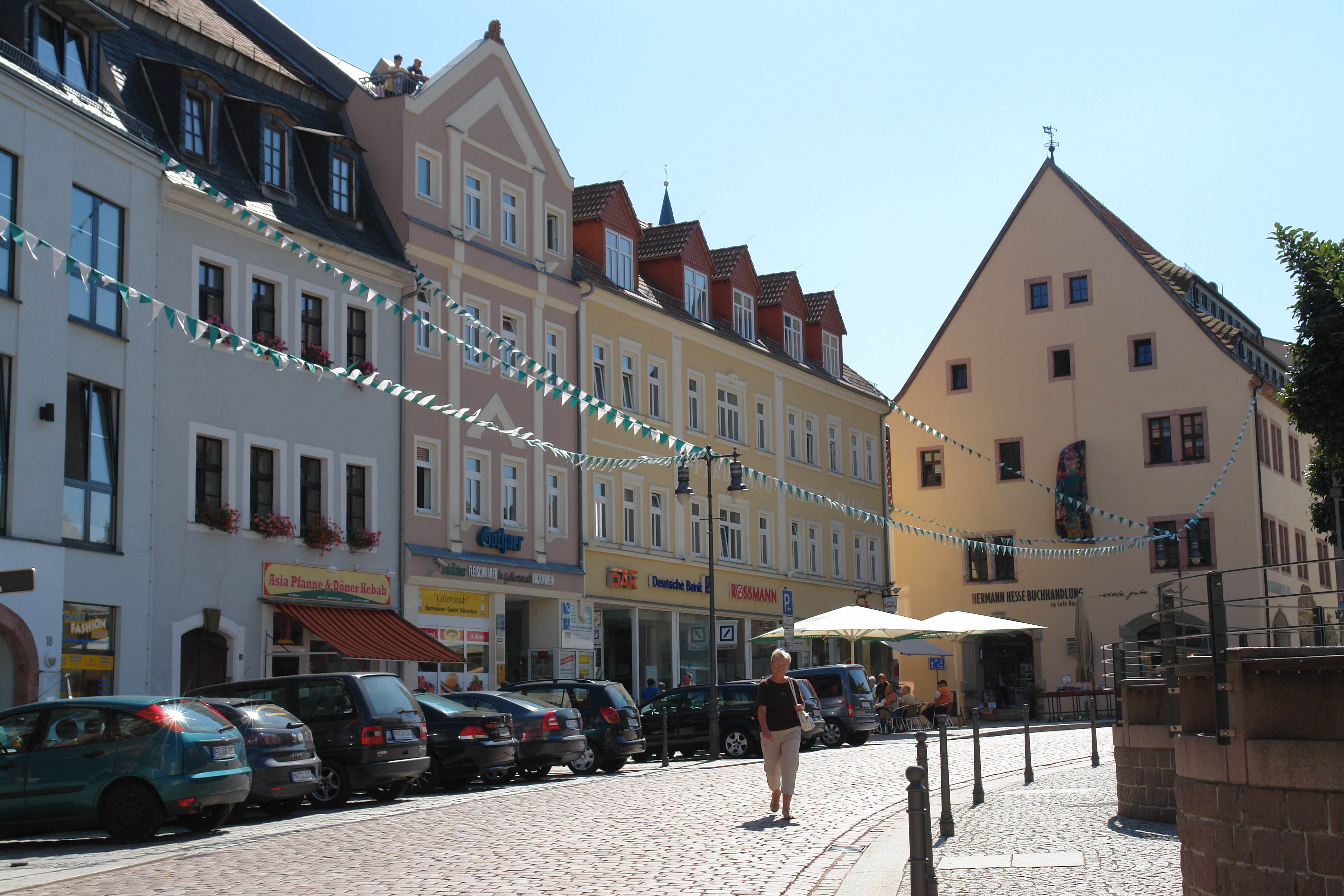
Marktplatz

Auf dem Marktplatz steht eine rekonstruierte kursächsische Postmeilensäule mit einem vierfachen Doppelwappen, wie es nur noch in Leisnig und Zwickau vorkommt, und der Marktbrunnen mit Jugendstil-Friedensengel.
Die evangelisch-lutherische Stadtkirche Unser lieben Frauen auf dem Kirchberg stammt aus dem 15. Jahrhundert. Ihr Turm ist 60,25 m hoch. Die Alte Schule dient jetzt als Kirchgemeindehaus. Die Pestalozzi-Schule ist ein weiterer Nachbar der Stadtkirche, auf einem Stein ist das Jahr 1876 zu lesen.
In der ca. 800 Jahre alten Dorfkirche von Ringethal befindet sich die kleinste Silbermann-Orgel Sachsens. Das Pfarrhaus wird als Freizeitheim genutzt. Das Schloss wurde 1743/44 errichtet und wurde zuletzt bis 1996 als Schule genutzt. Das Raubschloss Ringethal ist eine künstliche Burgruine aus dem Jahr 1804, die auf einem Felsensporn über der Zschopau, an Stelle einer ehemaligen mittelalterlichen Burg errichtet wurde. Die Zschopaubrücke bei Ringethal ist eine 1999 errichtete Spannbetonbrücke. Auf ihr steht die Porphyrskulptur des Rittergutsbesitzers, der 1863 an dieser Stelle eine Steinbogenbrücke erbauen ließ. Neben der Mühle Ringethal steht eine Wasserkraftanlage (zwei Turbinen mit einer Leistung von zusammen 370 kW).
Vom Pumpspeicherwerk Mittweida bei Neudörfchen führt ein Rundwanderweg durch den Bürgerwald zum Staubecken, dem ehemaligen Oberbecken des Kraftwerkes.
Die ehemalige Baumwollspinnerei auf der anderen Seite der Zschopau erinnert an die industrielle Vergangenheit der Stadt. Flussabwärts kommt man zur Hängebrücke, die den Ortsteil Kockisch mit der ehem. Liebenhainer Mühle verbindet.
Im Nachbardorf Zschöppichen befindet sich Schloss Neusorge aus dem 18. Jahrhundert. Elsa Brändström, der Engel von Sibirien, betrieb in dem Schloss von 1924 bis 1931 ein Kinderheim für Kinder ehemaliger deutscher Kriegsgefangener.

### Parkanlagen / Waldgebiete
- Schwanenteichanlage, Technikumanlage, Goethehain und Stadtpark in Mittweida
- Baum- und Gesteinspark in Ringethal
- Bürgerwald bei Neudörfchen, Schweizerwald

### Galerie

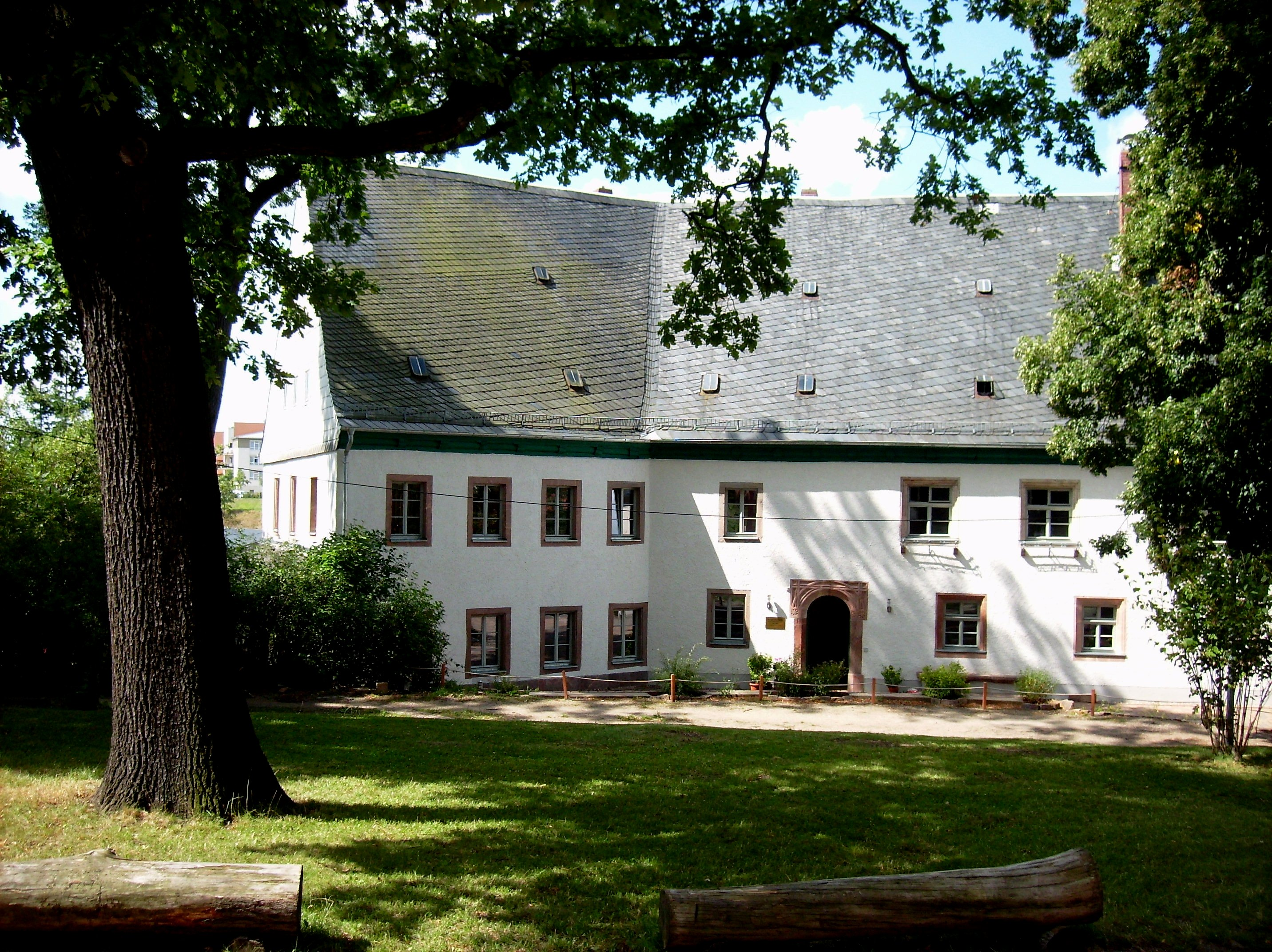
Alte Schule
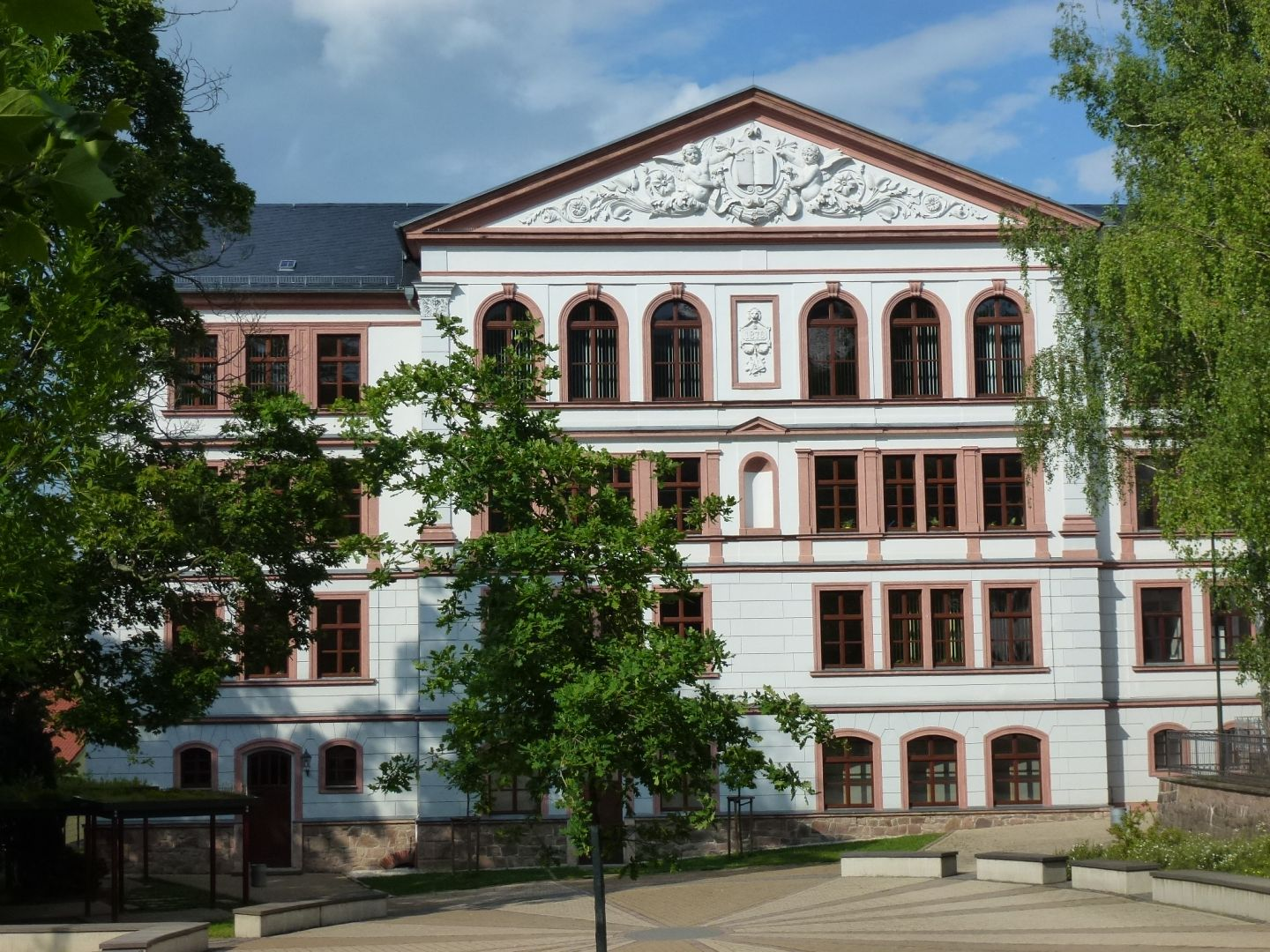
Pestalozzi-Schule
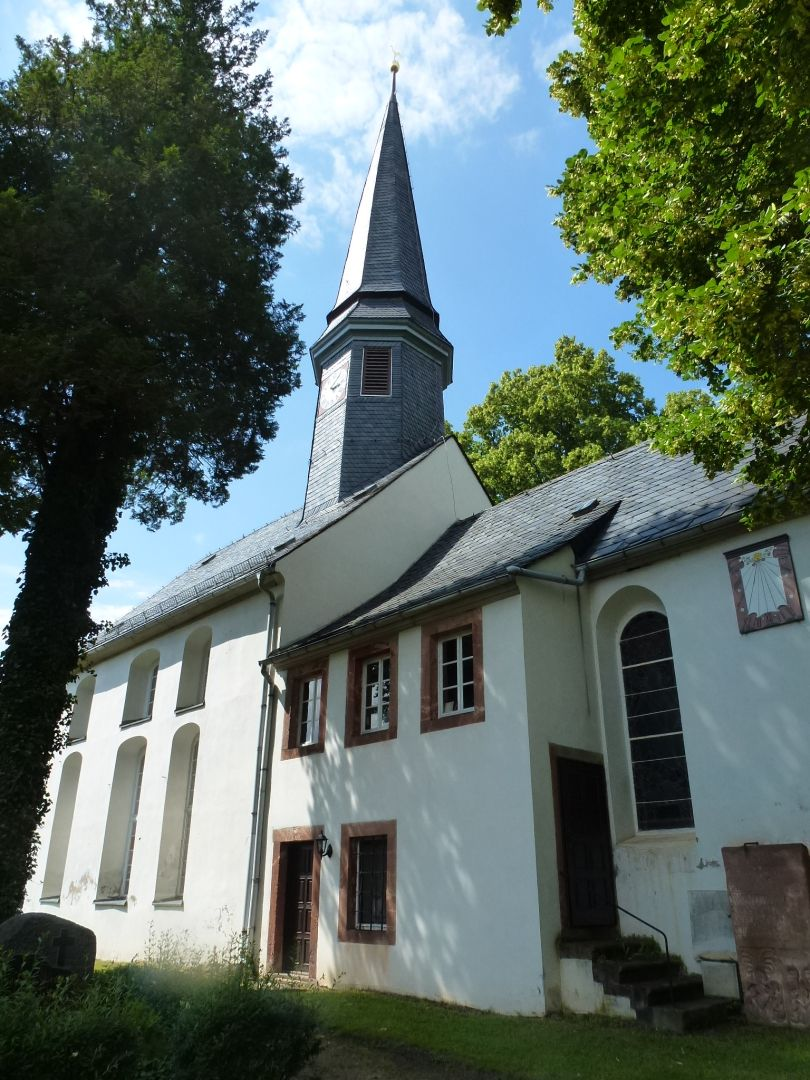
Kirche in Ringethal
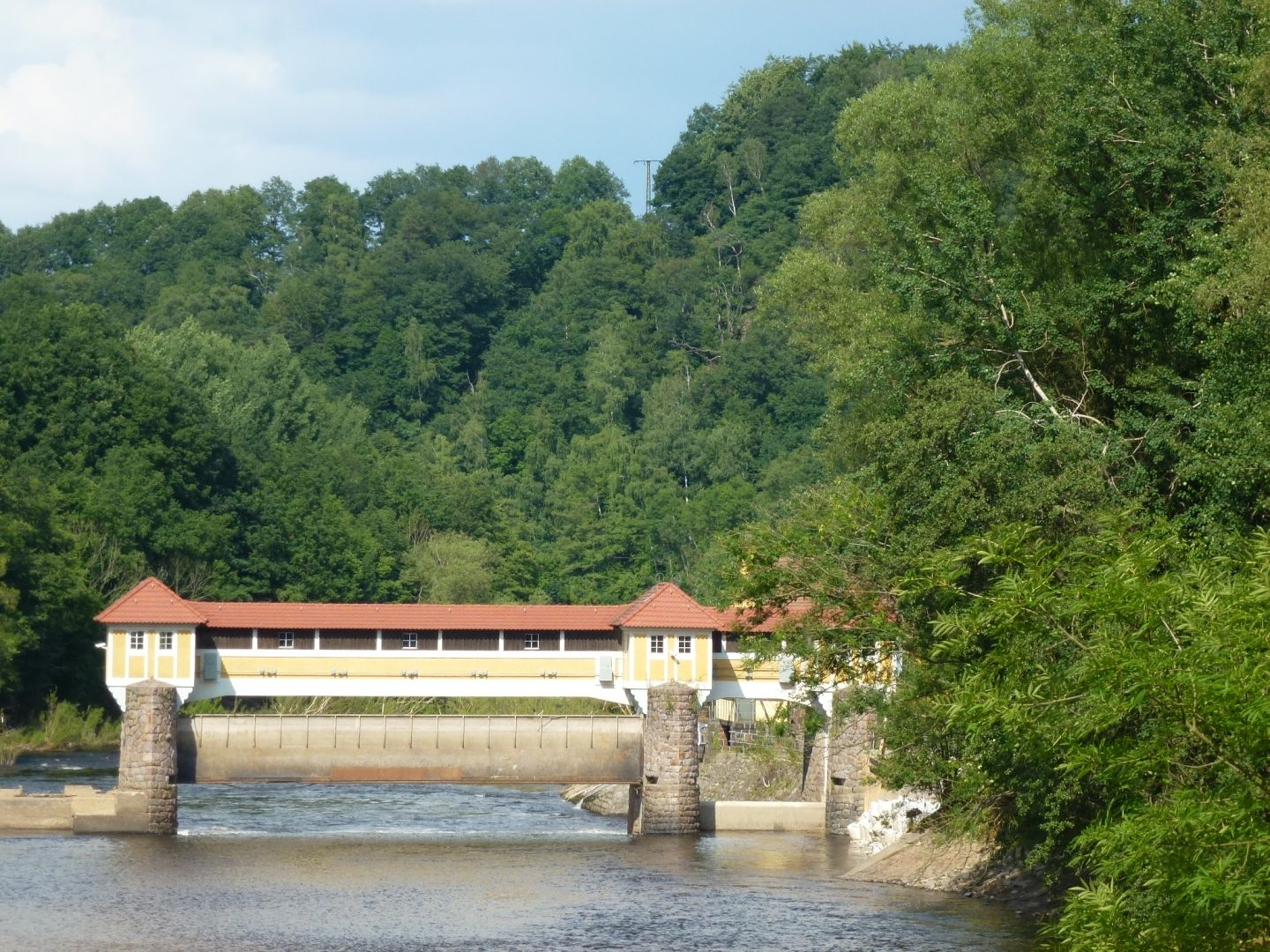
Kraftwerk bei Neudörfchen
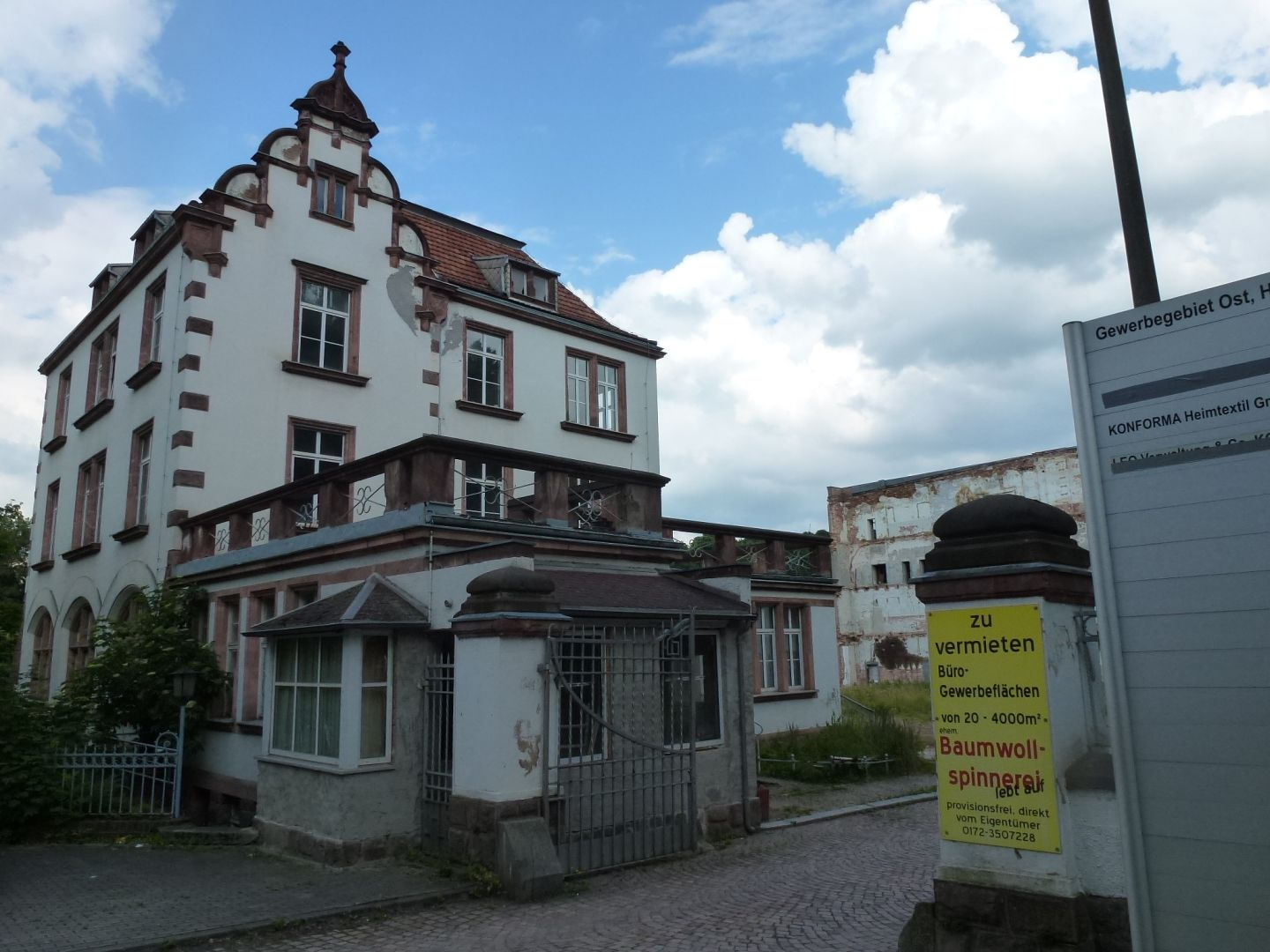
Baumwollspinnerei
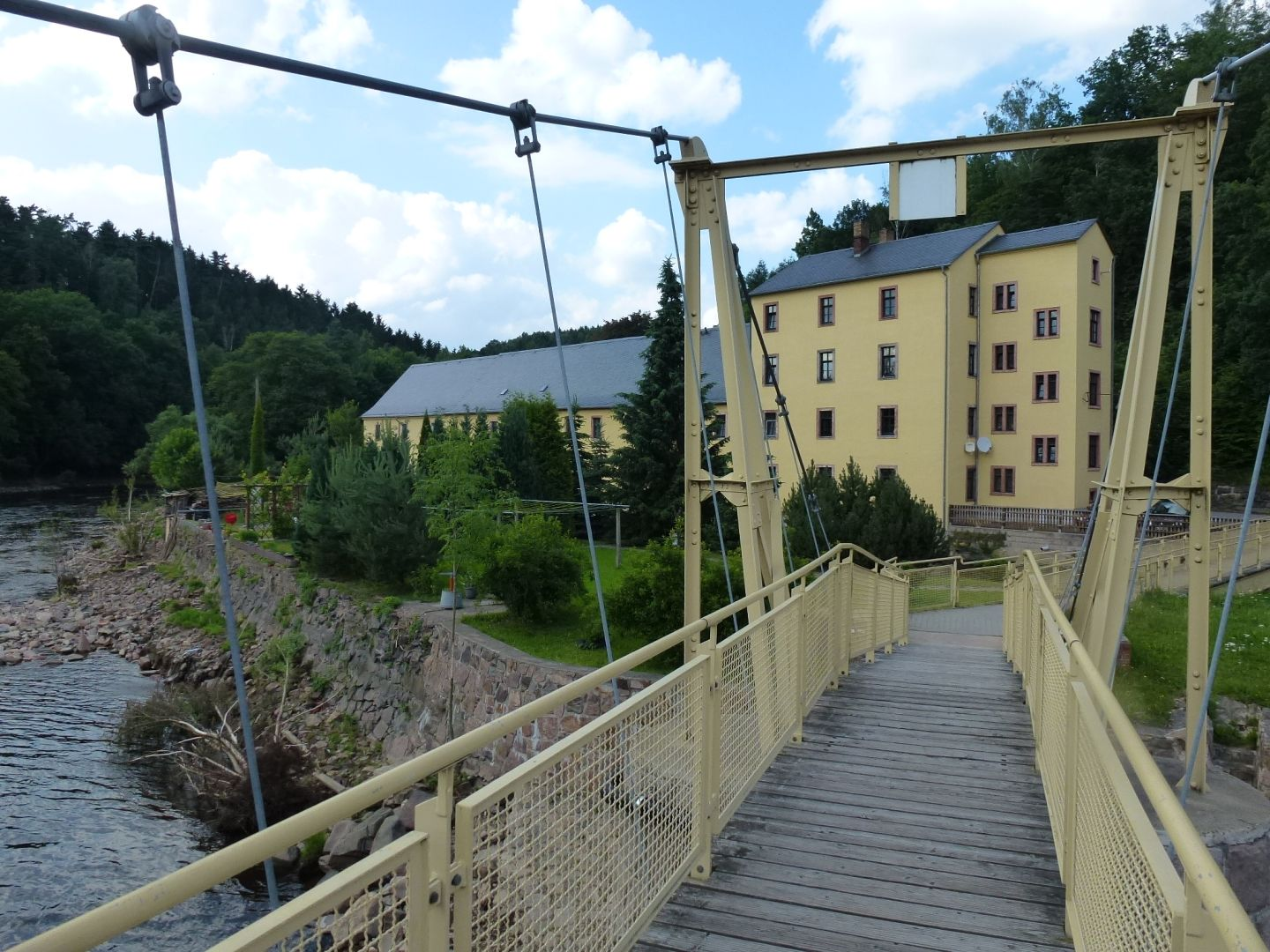
Hängebrücke und Liebenhainer Mühle
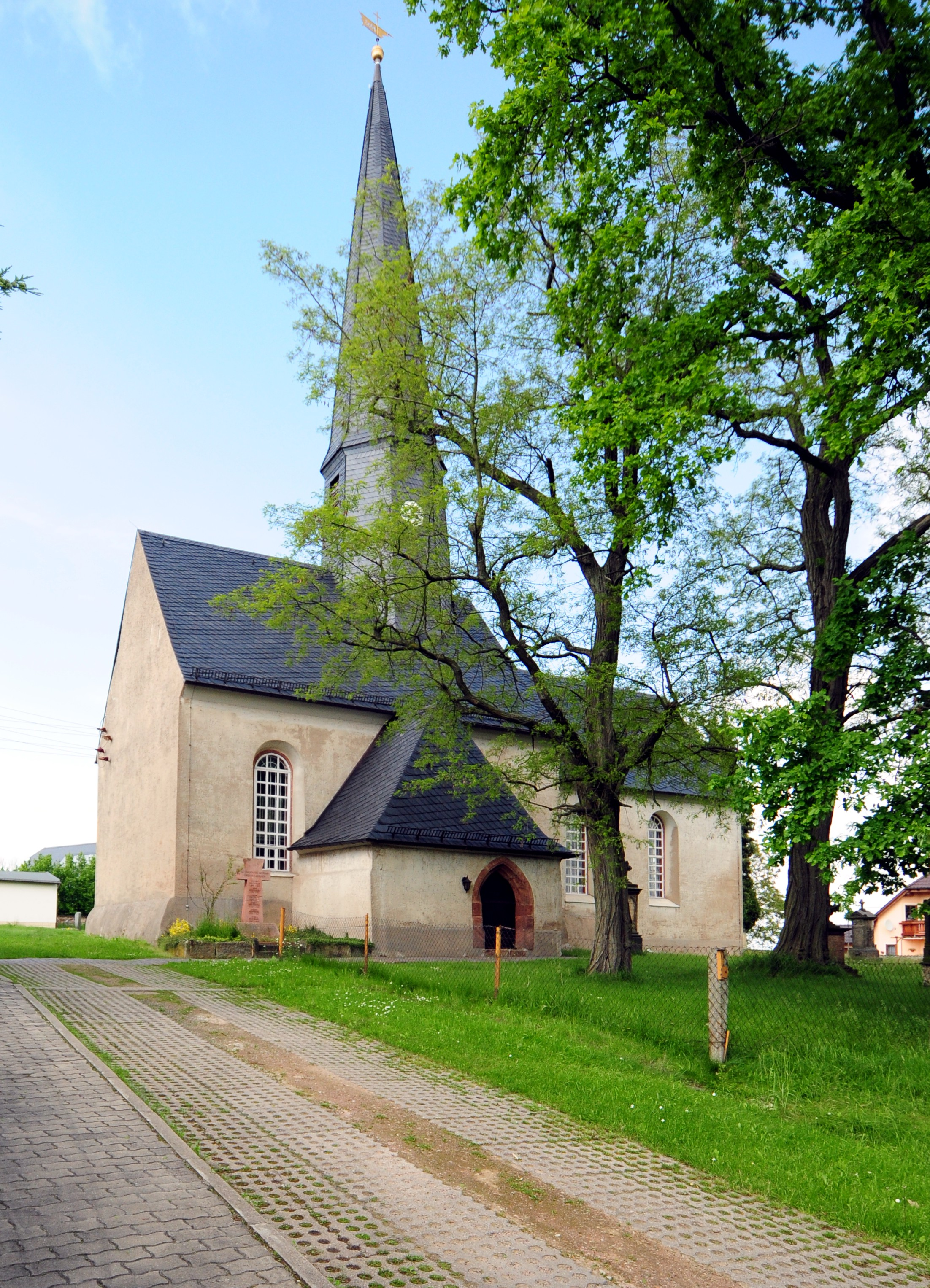
Kirche in Tanneberg

## Wirtschaft und Infrastruktur

### Verkehr

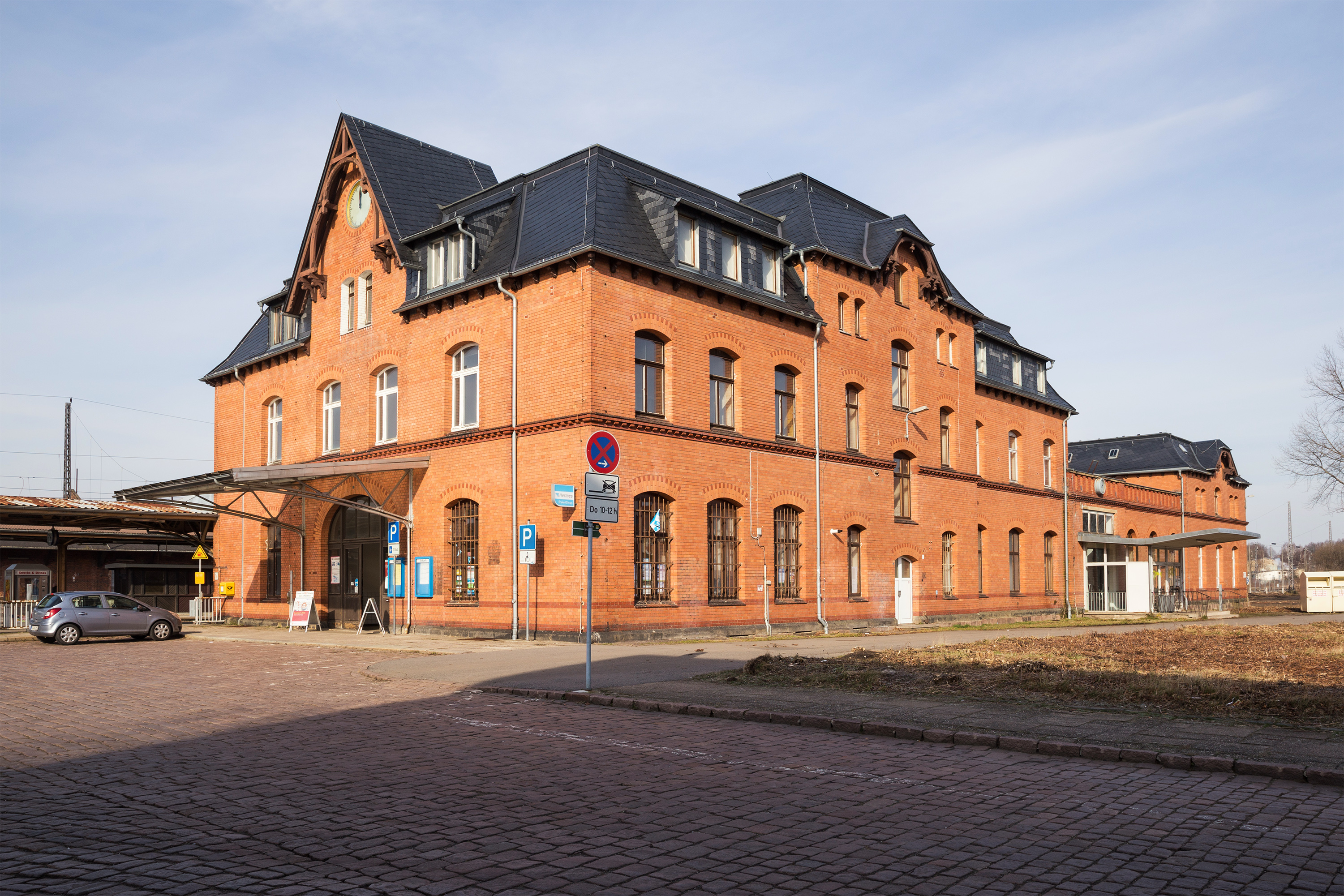
Bahnhof

Durch Mittweida verläuft die Hauptbahn Riesa–Chemnitz. Die abzweigende Nebenbahn nach Dreiwerden/Ringethal ist stillgelegt. Im Bahnhof Mittweida halten stündlich die Regionalbahnen Elsterwerda–Chemnitz der Mitteldeutschen Regiobahn, die ohne Halt nach Chemnitz Hauptbahnhof durchfahren. Zusätzlich verkehrt stündlich die Linie C14 der City-Bahn Chemnitz, welche bis Chemnitz Hauptbahnhof alle Unterwegshalte bedient. Dort geht sie auf das Straßenbahnnetz über (siehe Chemnitzer Modell) und fährt durch das Zentrum und den Campus der Technischen Universität bis Thalheim/Erzgeb.
Der öffentliche Personennahverkehr wird unter anderem durch den PlusBus des Verkehrsverbund Mittelsachsen erbracht. Folgende Verbindungen führen, betrieben von der Regiobus Mittelsachsen, ab Mittweida:
- Linie 657: Mittweida ↔ Markersdorf ↔ Burgstädt ↔ Hartmannsdorf ↔ Limbach-Oberfrohna
- Linie 682: Mittweida ↔ Erlau ↔ Neugepülzig ↔ Zetteritz ↔ Rochlitz

Mittweida liegt neun bis elf Kilometer von der Bundesautobahn 4 entfernt. Anschlussstellen sind Hainichen, Chemnitz Ost oder Frankenberg.

### Ansässige Unternehmen
- Cotesa GmbH – Hersteller von Faserverbundbauteilen für die Luftfahrt und Automobilbau
- Jeld-Wen – Türen- und Fensterproduktion
- Kreissparkasse Mittelsachsen
- REGIOBUS Mittelsachsen GmbH
- Tenowo, eine Tochter der Hoftex Group
- Volksbank Mittweida eG

### Medien
- Freie Presse, Lokalausgabe Mittweida
- 99drei Radio Mittweida (produziert von der HS Mittweida)
- medienMITTWEIDA (produziert von der HS Mittweida)
- Mittelsachsen TV (ehemals Stadtfernsehen Mittweida)
- Mittweidaer Blick

### Regelmäßige Veranstaltungen

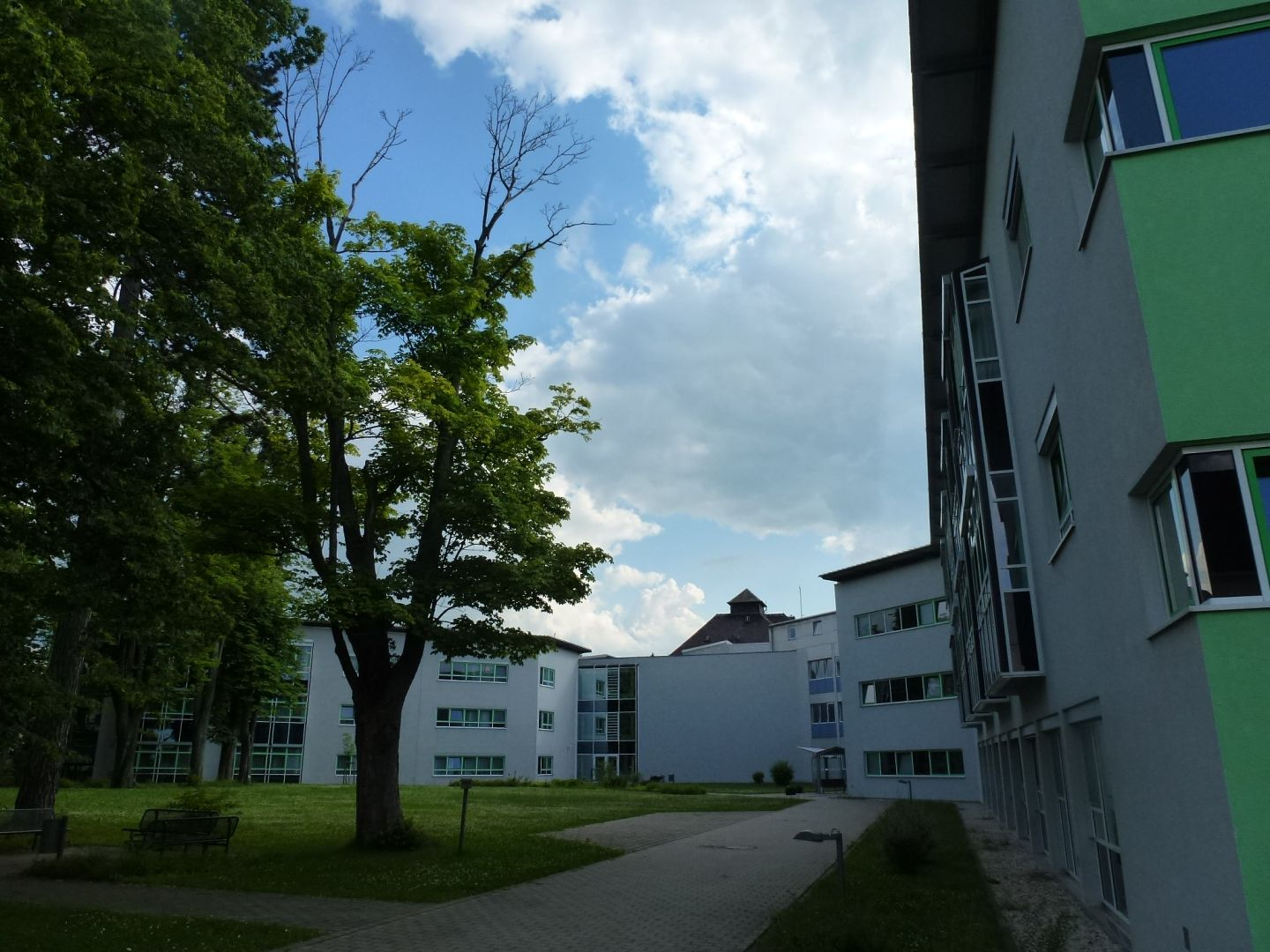
Krankenhaus

- Altstadtfest Mittweida
- KlangLichtZauber Mittweida
- Inselteichfest in Ringethal
- Medienforum Mittweida
- Campusfestival Mittweida
- beta Mittweida

### Gesundheitswesen
Seit 1996 gehört das Krankenhaus Mittweida zur Landkreis Mittweida Krankenhaus gGmbH, einem Krankenhaus der Regelversorgung mit 195 Betten. Alleiniger Eigentümer der Gesellschaft ist der Landkreis Mittelsachsen. Seit 2010 ist die Landkreis Mittweida Krankenhaus gGmbH Lehrkrankenhaus der Technischen Universität Dresden. Das Krankenhaus in Mittweida bildet zusammen mit dem Klinikum Chemnitz das zertifizierte Brustzentrum Chemnitz.
In Mittweida gibt es zwei Medizinische Versorgungszentren, ein Neurologisch-Psychiatrisches Versorgungszentrum mit niedergelassenen Ärzten als Trägern sowie das Medizinische Versorgungszentrum der Landkreis Mittweida Krankenhaus gGmbH mit 20 Ärzten in Mittweida, Flöha, Rochlitz und weiteren Außenstellen.

### Bildung

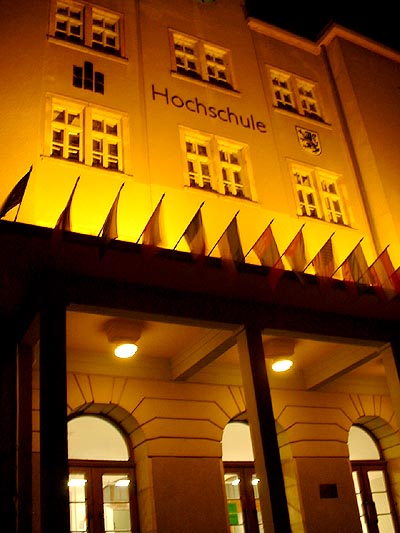
Front Haus 1 der Hochschule Mittweida

- Hochschule Mittweida – University of Applied Sciences
- Berufliches Schulzentrum Döbeln-Mittweida, Schulteil Mittweida mit Fachoberschule[31]
- Städtisches Gymnasium Mittweida
- Johann-Gottlieb-Fichte-Schule (Oberschule)
- Pestalozzi-Schule (Grundschule)
- Bernhard-Schmidt-Schule (Grundschule)
- Verein zur Förderung der Beruflichen Bildung an den beruflichen Schulen Mittweida e. V.[32]
- Berufsschule und berufsbildende Förderschule (staatlich anerkannte Ersatzschule)
- Musikschule Mittelsachsen, Standort Mittweida
- Volkshochschule Mittelsachsen, Standort Mittweida
- Stadtbibliothek Mittweida

### Öffentliche Einrichtungen
- Landratsamt Mittelsachsen – Außenstelle Mittweida
- Filmbühne Mittweida (Kino)
- Finanzamt Mittweida
- Polizeirevier Mittweida
- Freizeitzentrum Mittweida
- drop in – Jugendtreff
- Freibad Mittweida mit Beachsocceranlage, Beachvolleyballplatz, Streetballanlage und Skateranlage
- Stadion „Am Schwanenteich“
- Stadtarchiv Mittweida
- Jugendherberge Falkenhain an der Talsperre Kriebstein
- Jobcenter Mittelsachsen
- Tafel Mittweida des Vereins Netz-Werk e. V.[33]